# Damme (Dümmer)
Damme ist eine Stadt im niedersächsischen Landkreis Vechta und als Fremdenverkehrsort und Carnevalsstadt bekannt. Mit den benachbarten Kommunen Diepholz, Lohne und Vechta begründete Damme 1994 das Modellprojekt Städtequartett zur Stärkung der Region.

## Geografie

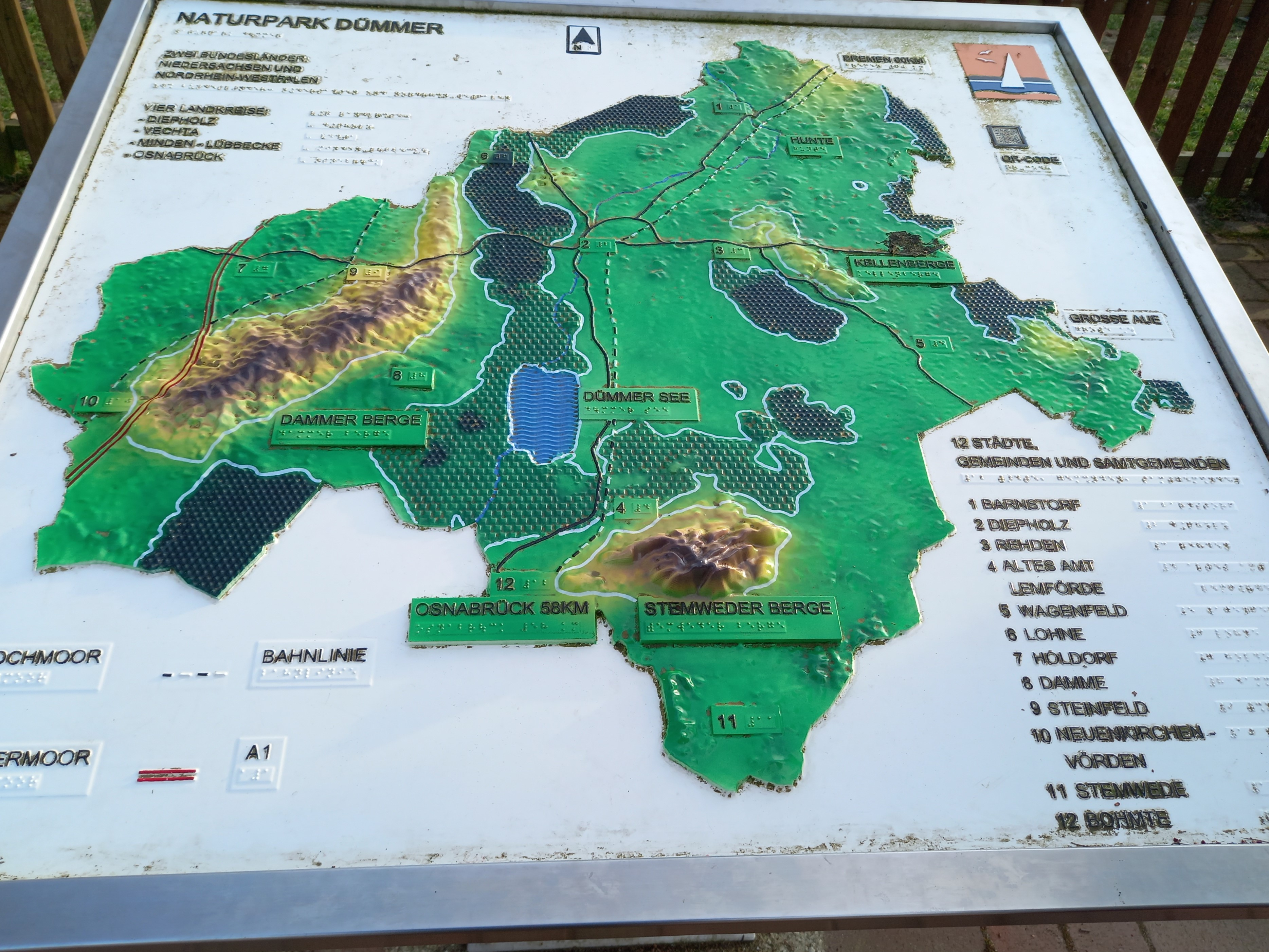
Das Höhenprofil der Stadt Damme ist auf der Reliefkarte beim Olgahafen in Dümmerlohausen ertastbar.

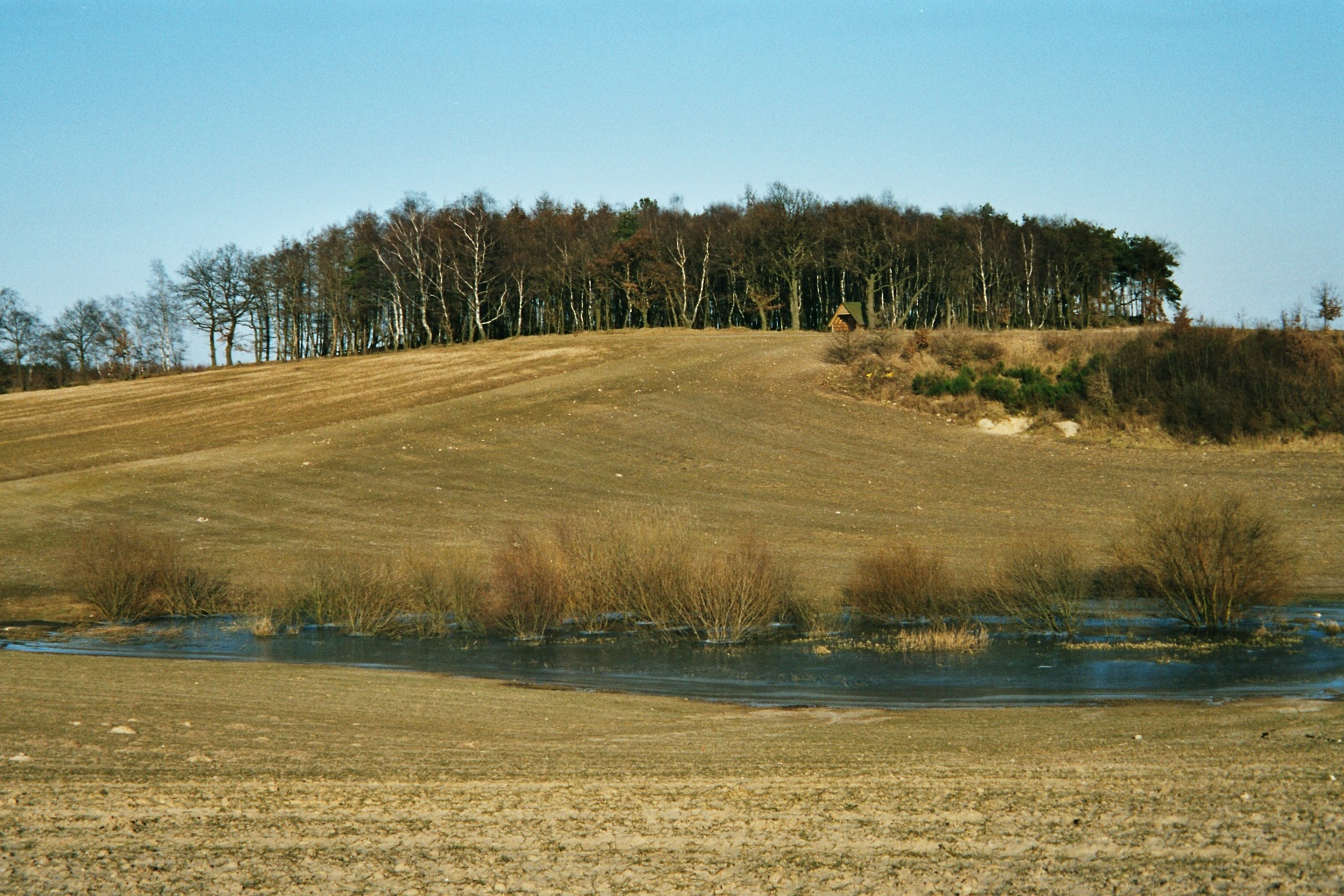
Endmoräne bei Dalinghausen

### Lage
Damme liegt im südlichen Oldenburger Münsterland, nördlich des Wiehengebirges, zwischen dem Dümmer (gelegentlich auch Dümmer See genannt) im Osten und den Dammer Bergen im Nordwesten. Südlich der Stadt breiten sich Moorflächen aus, insbesondere das Große Moor. Ein großer Teil des Stadtgebiets liegt im Naturpark Dümmer. Der Ortsmittelpunkt befindet sich 64 m ü. NHN.

### Stadtgliederung
Die Stadt Damme besteht aus den Ortschaften
- Bergfeine
- Borringhausen
- Clemens-August-Dorf
- Dalinghausen mit Bokern, Holte und Nienhausen
- Damme Ort mit Bergmark, Damme-Süd und Wellenweg
- Damme-Nord mit Bexadde, Damme-Esch, Nordhofe, Wempenmoor und Wienerei
- Damme-West
- Dümmerlohausen mit Oldorf, Glückauf, Haverbeck, Klünenberg, Langenteilen, Osterdamme, Osterfeine
- Reselage mit Sierhausen
- Rottinghausen mit Greven, Hinnenkamp, Neuenwalde und Ossenbeck
- Rüschendorf mit Ihlendorf, Kemphausen und Hüde
- Südfelde[2]

### Nachbargemeinden

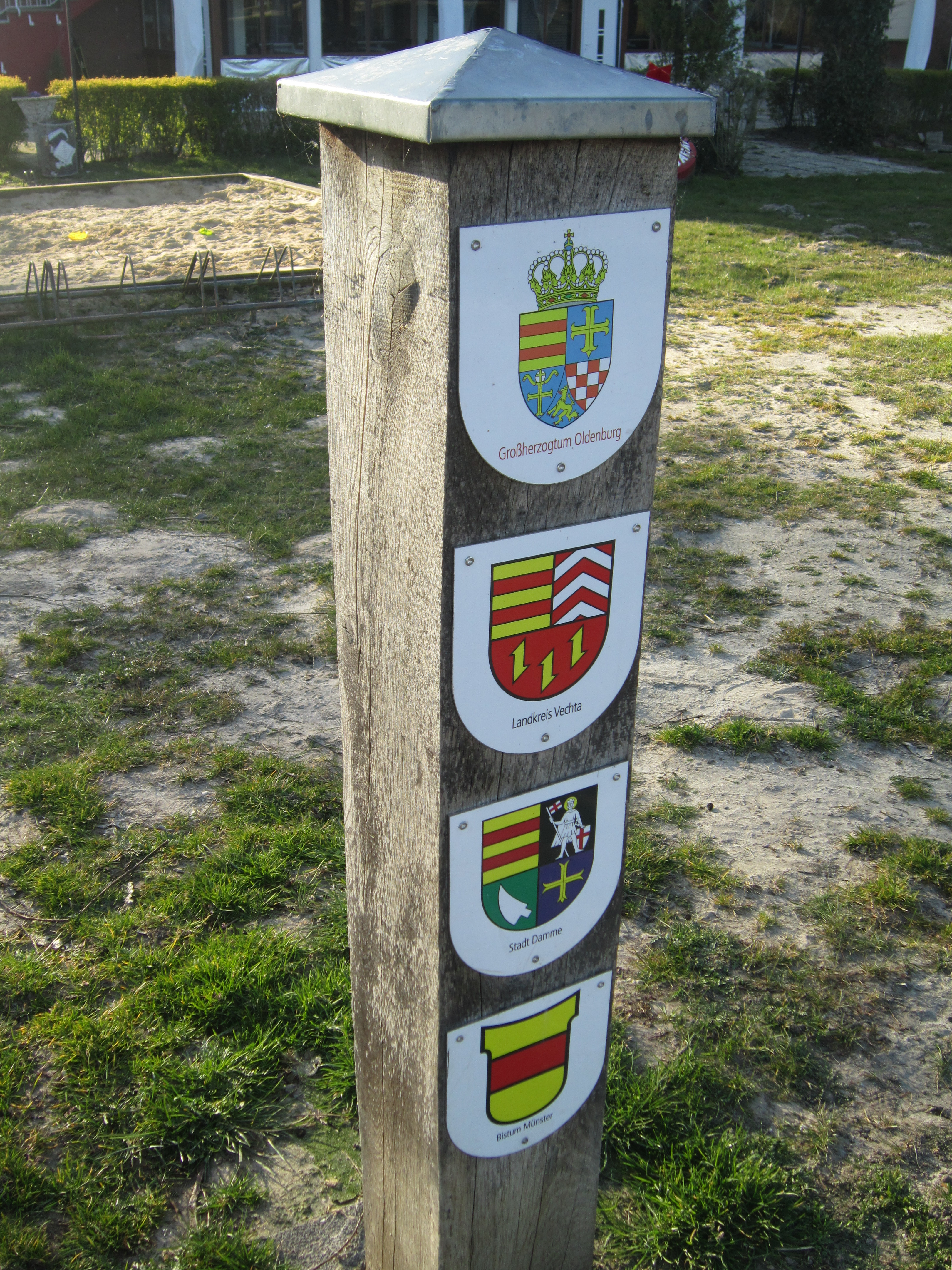
Ostgrenze Dammes beim Dümmerufer

Nachbargemeinden sind von Norden aus im Uhrzeigersinn: Steinfeld, Diepholz, Samtgemeinde Altes Amt Lemförde, Bohmte, Neuenkirchen-Vörden und Holdorf.
Die räumliche Lage stellt sich wie folgt dar:
| Holdorf, Quakenbrück 9 km, 30 km       | Steinfeld, Vechta 9 km, 24 km               | Diepholz 21 km                        |
| Neuenkirchen, Bersenbrück 10 km, 20 km | Kompassrose, die auf Nachbargemeinden zeigt | Lembruch, Nienburg/Weser 13 km, 80 km |
| Vörden, Bramsche 7 km, 23 km           | Osnabrück 35 km                             | Bohmte, Lübbecke 20 km, 46 km         |

### Klima
In Damme herrscht gemäßigtes Seeklima vor, das beeinflusst wird durch feuchte Nordwestwinde von der Nordsee. Im langjährigen Mittel erreicht die Lufttemperatur in Damme 8,5 bis 9,0 °C und es fallen ca. 700 mm Niederschlag. Zwischen Mai und August kann mit durchschnittlich 20 bis 25 Sommertagen gerechnet werden.

## Geschichte

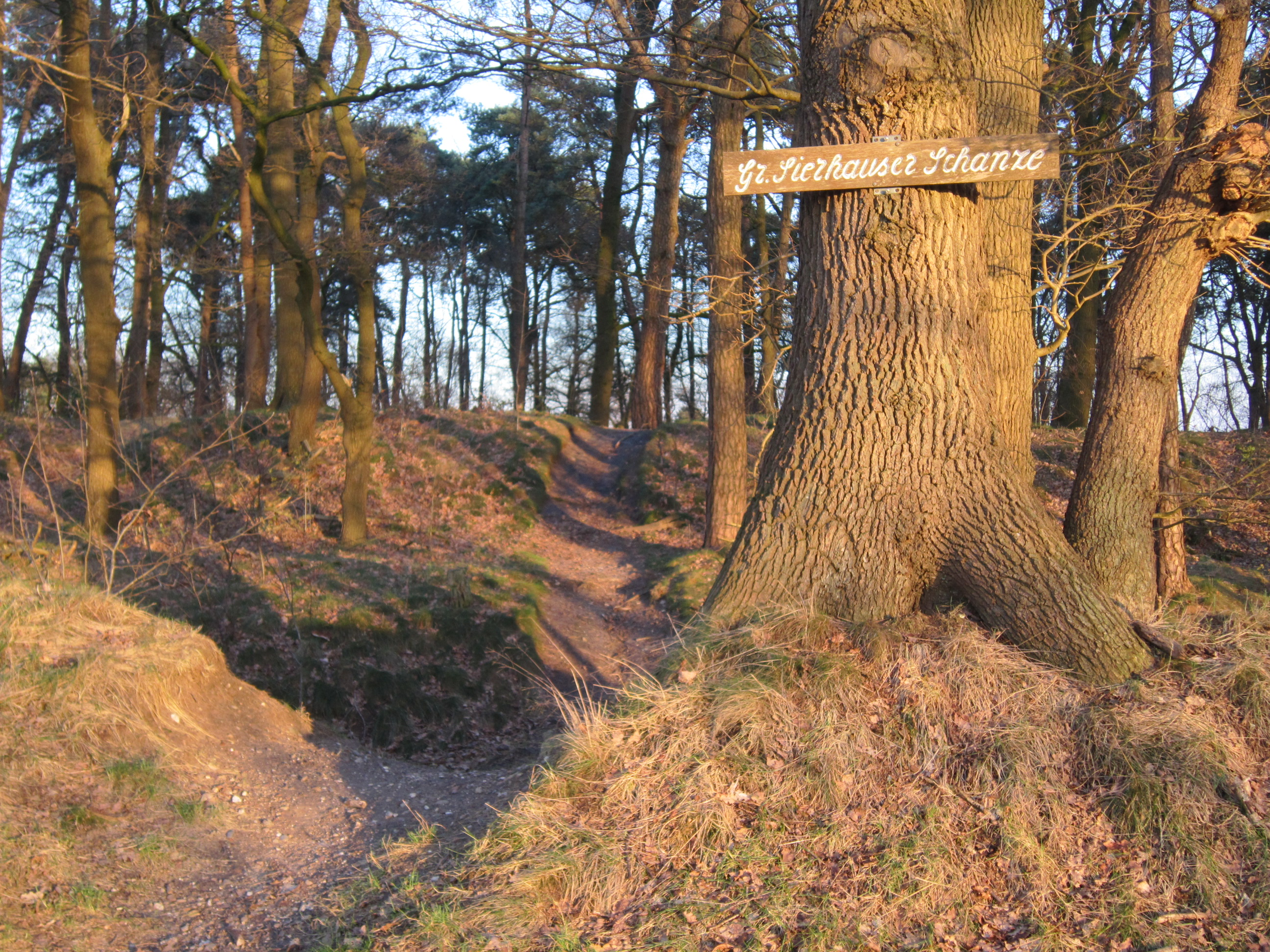
Große Sierhauser Schanze

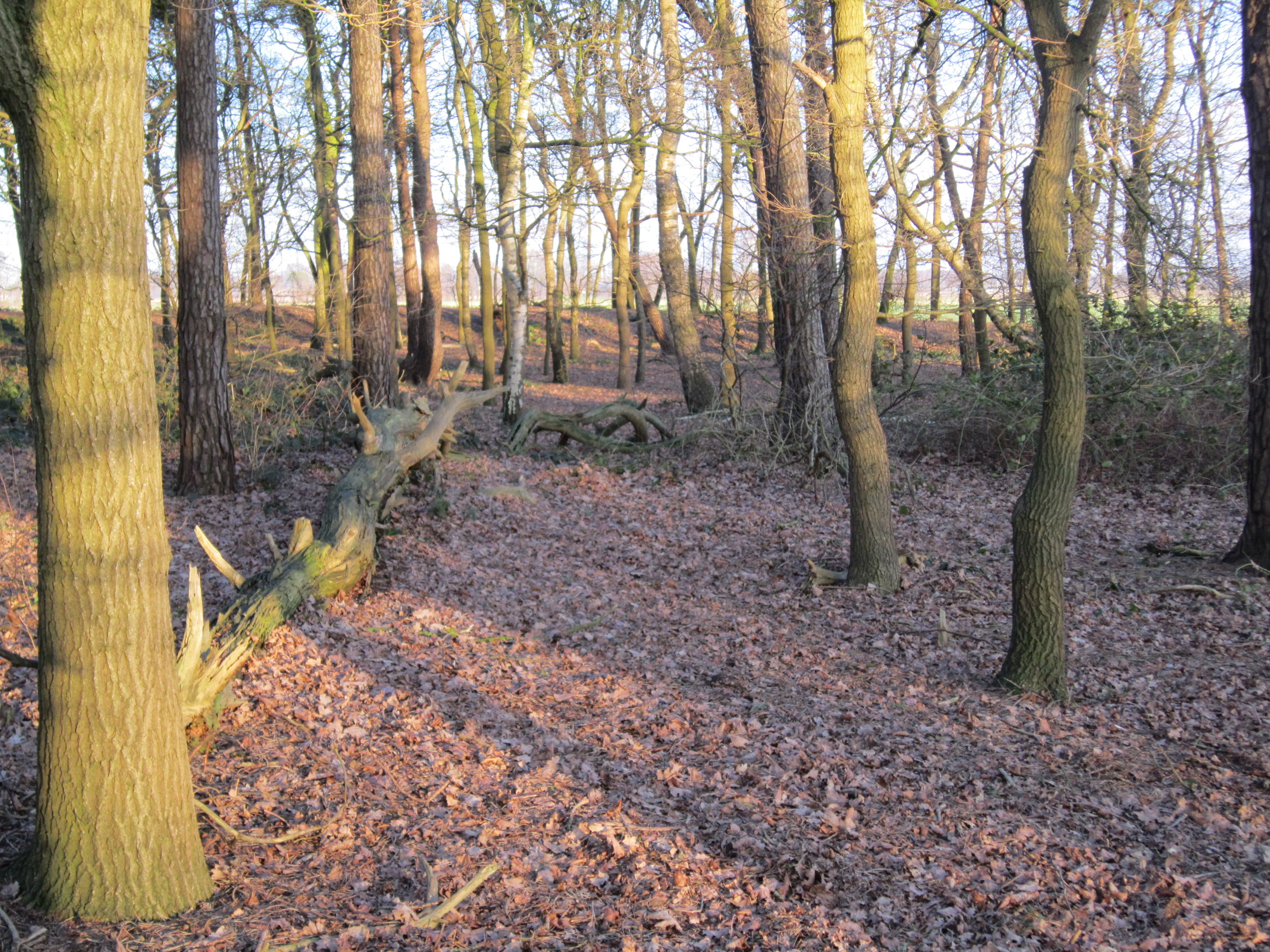
Kleine Sierhauser Schanze

Der Name Damme soll auf das von drei Seiten von Moor, nach Nordwesten von einem Waldgürtel umgebene Siedlungsgebiet hinweisen, für das Funde aus der frühen Jungsteinzeit (um 5000 v. Chr.) am Dümmer vorliegen. Mehrere Großsteingräber (etwa um 2500 v. Chr.), z. B. in Neuenwalde, und Gräberfelder der Bronze- und Eisenzeit (ab 1700 v. Chr.) in Bergfeine weisen auf eine ununterbrochene Besiedlung des Dammer Raumes hin.
Später wurde der Ort Zentrum des sächsischen Dersa-(auch Dersi-)gaus, den 785 die Franken Karls des Großen eroberten. Damit wurden die Bewohner christianisiert. Eine erste Kirchengründung durch den Bischof von Osnabrück folgte. Aus der Zeit der fränkischen Eroberung stammen die Dersaburg, eine Wallanlage in den Dammer Bergen zwischen Damme und Holdorf, möglicherweise auch die sogenannten Römerschanzen in Sierhausen, zwei kleine vorgeschobene Wallanlagen zur Überwachung der Bohlenwege übers Moor Richtung Süden. Im Jahre 851 wurde mit dem Zug der Alexanderreliquien nach Wildeshausen die Bauerschaft Bokern erstmals urkundlich erwähnt. 872 wurde die Bauerschaft Bergfeine genannt.
Mit der Eroberung durch die Franken wurden die Meyerhöfe eingerichtet. Die Meyer hatten als deren Verwaltungsbeamte besondere Aufgaben und Vorrechte gegenüber der sonstigen Bevölkerung, wofür sie Ländereien und stattliche Hofanlagen erhielten. Allein im Bereich des heutigen Stadtgebietes gab es elf solcher Meyerhöfe.
Mit Errichtung des ersten Kirchengebäudes (zwischen 850 und 950) und einer entsprechenden Kirchengemeinde wurde Damme zum Kirchspiel. Die älteste bekannte urkundliche Erwähnung des Ortes stammt jedoch erst aus dem Jahr 1180, obwohl Damme schon lange Zeit vorher Zentrum von Dersagau und Kirchspiel war.
Danach begannen jahrhundertelange Auseinandersetzungen um die Hoheitsrechte am Kirchspiel Damme zwischen den Fürstbischöfen von Münster und Osnabrück, die sich auf alle Lebensbereiche der Dammer Bürger, vor allem aber der Bauern, immer wieder nachteilig erstreckten und erst 1817 endgültig gelöst wurden, als Damme Teil des Herzogtums Oldenburg wurde (ab 1829 Großherzogtum). Die früheste urkundliche Erwähnung der Fastnachtsumzüge stammt aus dem Jahr 1564. Im Zuge der Auseinandersetzungen der Fürstbischöfe von Münster und Osnabrück um Damme waren auch die Jagdrechte umstritten. Als sich ein Osnabrücker und ein Münsteraner Jäger in den Dammer Bergen um das Jagdrecht stritten, schossen sie aufeinander, wobei der Osnabrücker Jäger schwer verletzt wurde. Als die Angelegenheit vor den Richter in Damme kam, verurteilte dieser den angeschossenen Osnabrücker Untertanen zu einer Gefängnisstrafe und zum Spießrutenlauf. Der fand allerdings als Teil des Fastnachtsumzugs statt und endete damit, dass der Verurteilte totgeschlagen wurde. Der Fastnachtsumzug hatte als sogenannter „Heischegang“ stattgefunden, der seinen heutigen Nachfolger im „Gänsemarsch“ am Dienstag nach Dammer Carneval gefunden hat. Dieser wird jedoch eine Woche früher als üblich gefeiert, was auf einen Versuch des Bischofs von Münster zurückgeht, das angeblich „sündige Fastnachtstreiben“ auszumerzen. Er verordnete 1892 für die närrischen Tage das „Vierzigstündige Gebet“, woran jeder Gläubige teilnehmen musste. Trotz heftiger Proteste rückte der Bischof von seiner Verordnung nicht ab, so dass die Dammer Narren ihren Carneval einfach eine Woche früher legten.
Der Ort war seit dem frühen Mittelalter Handwerks- und Handelszentrum sowie kirchlicher und Verwaltungsmittelpunkt weit über die zugehörigen Dammer Bauerschaften hinaus. Das drückte sich in der Größe des früheren Kirchspiels, 1817–1879 in der Selbstständigkeit eines Amtes Damme, später in der Ausdehnung der Flächengemeinde und heute in seiner mittelzentralen Bedeutung aus.
Während der Hauptort jahrhundertelang vom Ackerbürgertum geprägt war (Handwerk und Handel als Haupterwerb, Landwirtschaft zur Eigenversorgung oder als Nebenerwerb), spielte die Agrarwirtschaft in den Bauerschaften die Hauptrolle. Das gilt heute zum Teil noch für die weiterentwickelte Veredelungs- und Intensiv-Land-/Viehwirtschaft. Zudem entstanden infolge dieser Spezialisierung viele Arbeitsplätze in entsprechend vor- und nachgelagerten Betrieben.
Erst als in der Mitte des 19. Jahrhunderts in Deutschland die Industrialisierung Einzug hielt, begann sich die Struktur des Ortes in der Kaiserzeit zu verändern. Sie ging in Richtung Handwerk, Handel und Dienstleistungen. Der Anstoß zur industriellen Entwicklung erfolgte in Damme jedoch erst durch das 1910 entdeckte Eisenerz. Dieses wurde von 1939 bis 1967 durch ein Eisenerzbergwerk gefördert.
Heute werden allein in der Metall-, Holz-, Kunststoff- und Landmaschinenindustrie, dem Bau von Sicherheitssystemen und Präzisionsmodulen für die Automobil-Industrie, den Bereichen Güterfernverkehr und Industriekartonagen neben dem Mittelpunkt-Krankenhaus über 3000 Arbeitnehmer beschäftigt. Damme ist mit seinen rund 16.500 Einwohnern wirtschaftlicher Mittelpunkt eines Einzugsbereiches von über 40.000 Menschen und hat damit eine mittelzentrale Bedeutung, auch wenn es nicht als offizielles Mittelzentrum im Landesraumordnungsprogramm eingestuft ist.
Wegen seiner Einwohnerzahl, Siedlungsstruktur und Wirtschaftsverhältnisse wurde Damme am 1. Mai 1982 vom Niedersächsischen Innenminister Egbert Möcklinghoff die Bezeichnung 'Stadt' verliehen.
Damme liegt im südlichsten Teil des ehemaligen Großherzogtums und späteren Freistaats Oldenburg, dem Oldenburger Münsterland, das aus den Landkreisen Cloppenburg und Vechta besteht. Seit 1946 ist das Land Oldenburg Bestandteil des Bundeslandes Niedersachsen. Damme gehörte bis zum 31. Dezember 2004 zum Regierungsbezirk Weser-Ems, der infolge einer Verwaltungsreform mit Ablauf dieses Datums aufgelöst wurde.

### Herkunft des Ortsnamens
Alte Bezeichnungen von Damme sind 1180 Damme, 1186 Damme und 1346 Damme.
Der Ortsname beruht auf dem Simplex „dam“, also „Damm, Knüppeldamm“. Damme liegt zentral nördlich eines ausgedehnten Moorgebietes und südlich der Dammer Berge. Möglicherweise bezieht sich die Benennung auf diesen Siedelstreifen.

### Unwetterkatastrophe vom 16./17. August 1974
In der Nacht vom 16. auf den 17. August 1974 wurden Damme und die benachbarten Gemeinden von einem achtstündigen Dauergewitter heimgesucht. Dabei fielen Hagelkörner bis zu einer Größe von Billardkugeln und richteten Schäden in Millionenhöhe an.

### Schneekatastrophe in Norddeutschland 1978/1979
Während des sehr strengen und schneereichen Winters 1978/79 fielen in Damme große Schneemengen. Wie in vielen anderen Landkreisen wurde auch im Landkreis Vechta der Katastrophenalarm ausgelöst. Vor den geplanten Karnevalsumzügen am 18. und 19. Februar 1979 fielen so große Schneemengen, dass trotz aller aufgebotenen Räumfahrzeuge und Hilfen von Privatpersonen die Umzüge nicht stattfinden konnten. Der Elferrat und der Prinzenhofstaat beschlossen die Umlegung der Umzüge auf den 25. und 26. Februar. So fand erstmals seit 1891 der Montagsumzug des Karnevals in Damme wieder am Rosenmontag statt. Da sich trotz noch großer an den Straßen liegender Schneemengen die Situation entspannt hatte, war der Katastrophenalarm aufgehoben worden, und die mehr als 130 Gruppen konnten an beiden Tagen den Umzug halten.

### Weitere Naturereignisse

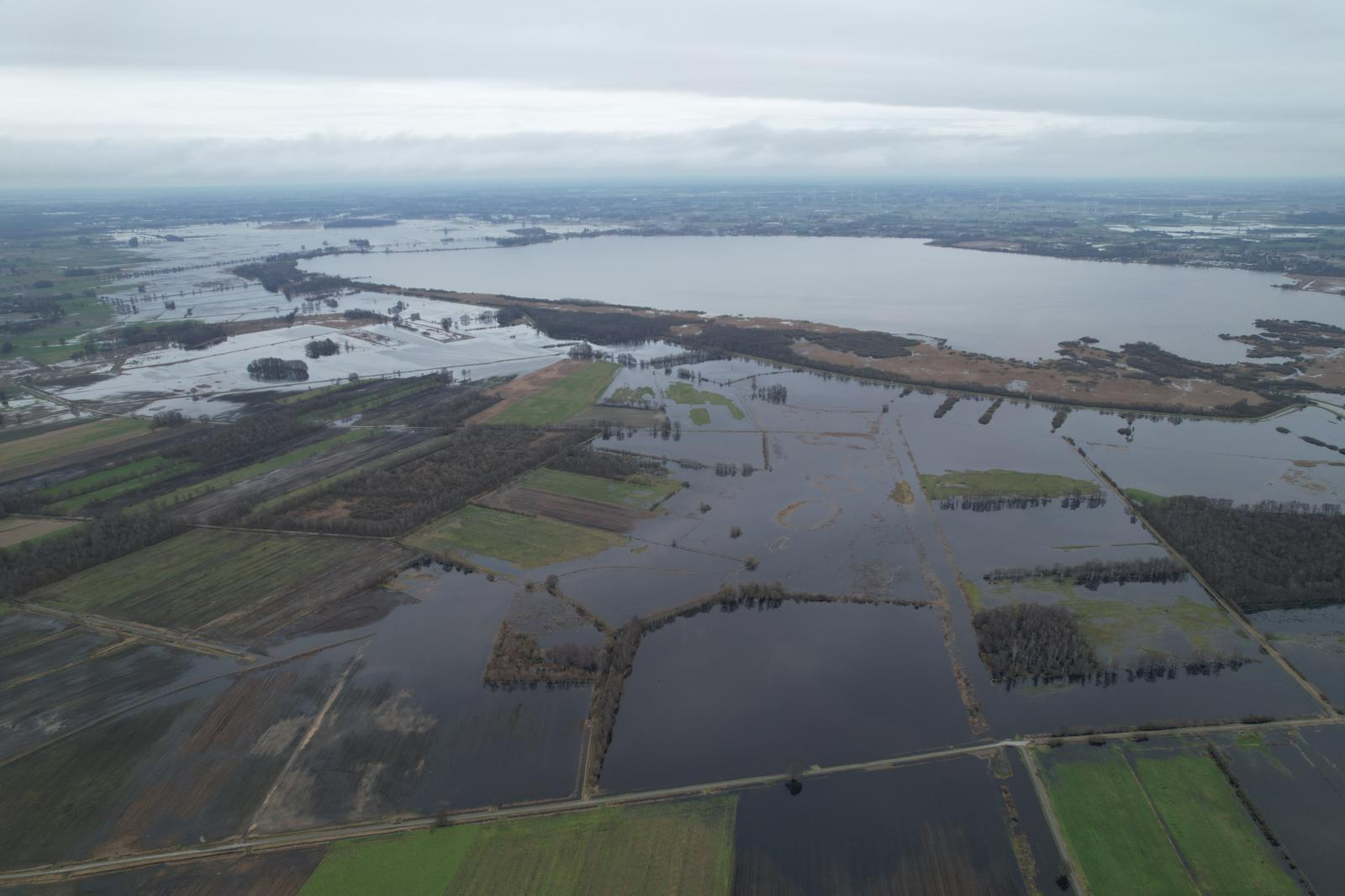
Wasseransammlung um den Dümmer im Januar 2024

Im Ortsteil Südfelde gab es im September 2012 eine Windhose.
Große Regenschauer führten u. a. im Juni 2020 zu Überschwemmungen in großen Teilen der Dammer Innenstadt.
Auch Damme war im Frühjahr 2020 und besonders von Herbst 2020 bis Frühjahr 2021 schwer von der weltweiten Corona-Pandemie betroffen. Zeitweise gab es im Stadtgebiet sogar einen harten Lockdown mit strenger Ausgangsbeschränkungen ab 21 Uhr bzw. 22 Uhr.
Während des Weihnachtshochwassers 2023/2024 wurden komplette Feldareale überschwemmt.

### Einwohnerentwicklung
In Damme gab es 2017 ca. 7.000 Haushalte. Damme hat in den letzten Jahren einen jährlichen Anstieg der Bevölkerung von etwa 0,6 % [~100 Bürger].
| Jahr      | 1659  | 1705  | 1772  | 1817  | 1855  | 1900  | 1945  | 1950   | 1960  | 1970   | 1980   | 1990   | 2000   | 2010   | 2020   | 2025     |
| --------- | ----- | ----- | ----- | ----- | ----- | ----- | ----- | ------ | ----- | ------ | ------ | ------ | ------ | ------ | ------ | -------- |
| Einwohner | 3.827 | 5.110 | 5.859 | 7.561 | 6.908 | 5.010 | 6.943 | 10.142 | 9.301 | 11.191 | 12.884 | 13.556 | 15.578 | 16.441 | 17.274 | 17.750 1 |

Das Stadtgebiet besteht aus folgenden Ortsteilen und Bauerschaften (Einwohnerzahl in Klammern):

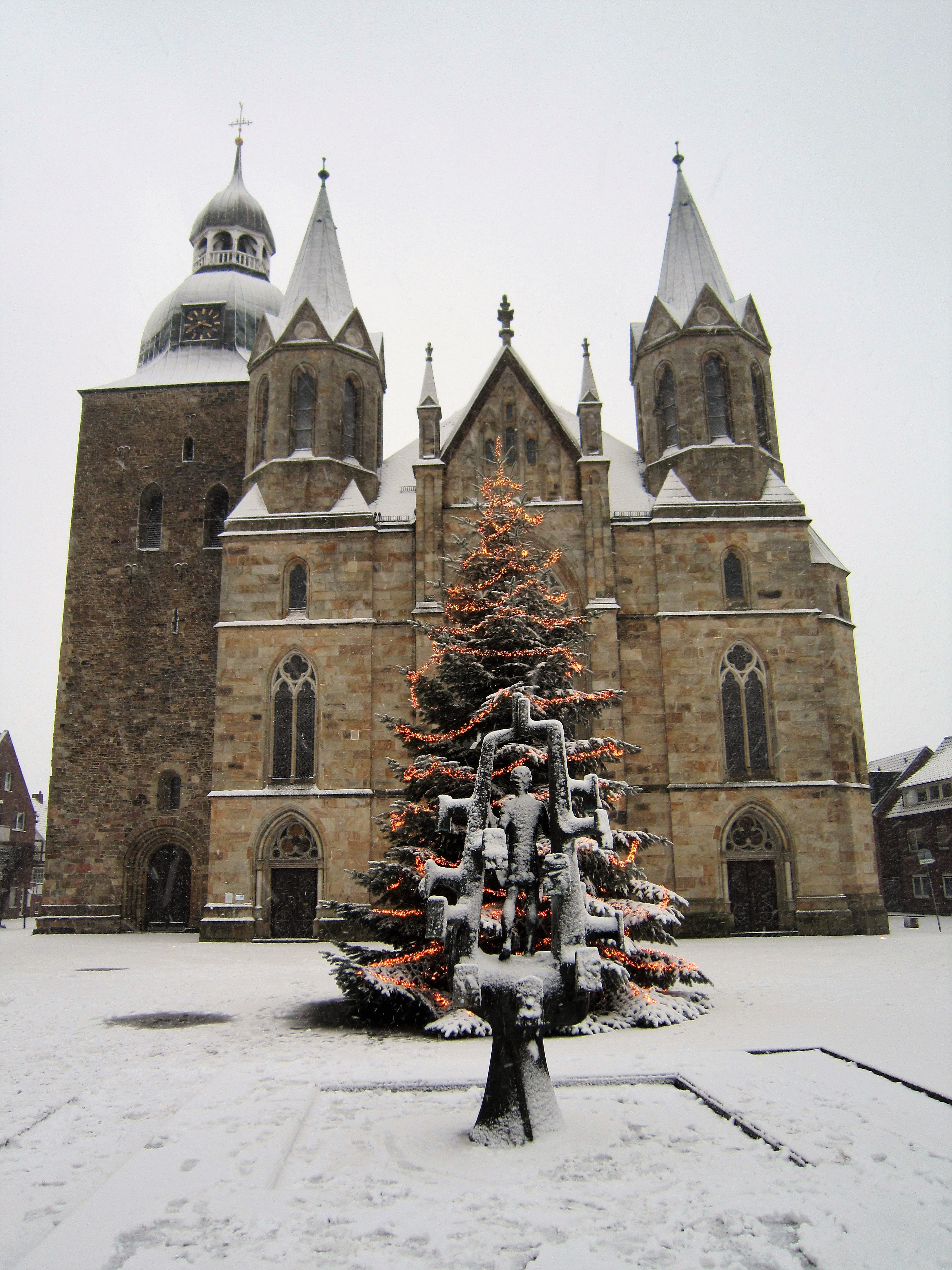
Katholische Pfarrkirche St. Viktor

- Bergfeine (89)
- Bergmark (288)
- Bexadde (220)
- Bokern (27)
- Borringhausen (375)
- Clemens-August-Dorf (1.854)
- Dalinghausen (81)
- Damme (4.750)
- Damme-West (1.199)
- Dümmerlohausen (548)
- Glückauf (1.047)
- Greven (51)
- Haverbeck (256)
- Hinnenkamp (56)
- Holte (52)
- Hüde (65)
- Ihlendorf (53)
- Kemphausen (142)
- Klünenberg (240)
- Langenteilen (198)
- Neuenwalde (174)
- Nienhausen (29)
- Nordhofe (60)
- Oldorf (73)
- Ossenbeck (38)
- Osterdamme (1.385)
- Osterfeine (595)
- Reselage (851)
- Rottinghausen (266)
- Rüschendorf (919)
- Sierhausen (261)
- Südfelde (447)
- Wellenweg (286)
- Wempenmoor (147)
- Wienerei (587)

(Stand: 1. Januar 2025)

## Religion

### Konfessionsstatistik
Gemäß dem Zensus 2011 waren 66,7 % der Einwohner römisch-katholisch, 19,1 % evangelisch und 14,2 % waren konfessionslos, gehörten einer anderen Glaubensgemeinschaft an oder machten keine Angabe. Mit Stand 1. Januar 2025 waren von den 17.699 Einwohnern 57,6 % (10.196) katholisch, 16,1 % evangelisch und 26,3 % konfessionslos oder gehörten einer anderen Glaubensgemeinschaft an. Der Anteil der evangelischen und katholischen Kirchenmitglieder an der Gesamtbevölkerung ist demnach im beobachteten Zeitraum gesunken.

### Christentum
Die drei katholischen Kirchengemeinden St. Viktor in Damme, St. Mariä Himmelfahrt in Osterfeine und St. Agnes in Rüschendorf sind mit Wirkung vom 14. Oktober 2007 zur Kirchengemeinde St. Viktor Damme zusammengelegt worden. Ihre Arbeit ergänzte bis 2016 das 1962 gegründete Kloster Damme, das der Abtei Münsterschwarzach der Benediktiner zugeordnet war. Nach dem Zweiten Weltkrieg bildete sich eine kleine neuapostolische Gemeinde in der Bexadde. Seit einigen Jahren existiert zudem eine kleine jüdische Gemeinde in Damme.

## Politik

### Stadtrat
Der Rat der Stadt Damme besteht aus 28 Ratsfrauen und Ratsherren. Die festgelegte Anzahl für eine Gemeinde mit einer Einwohnerzahl zwischen 15.001 und 20.000 Einwohnern beträgt normalerweise 32 Ratsmitglieder. Auf Beschluss des Stadtrates wurde diese Zahl um vier Ratsmitglieder reduziert. Die 28 Ratsmitglieder werden durch eine Kommunalwahl für jeweils fünf Jahre gewählt. Die aktuelle Amtszeit begann am 1. November 2021 und endet am 31. Oktober 2026.
Stimmberechtigt im Rat ist außerdem der hauptamtliche Bürgermeister Mike Otte (CDU).
Die letzte Kommunalwahl fand am 12. September 2021 statt. Es wurden diesmal vier Parteien zur Kommunalwahl zugelassen. Neu dabei war die Partei Bündnis 90/Die Grünen. 
Bis 1996 trat in Damme zur Kommunalwahl eine Wählergemeinschaft aus parteilosen Bürgern an.

Es ergab sich die folgende Sitzverteilung:
- GRÜNE/SPD: 5
- FDP: 5
- CDU: 18

| Wahljahr | CDU | FDP | Grüne | SPD | DWG | Gesamt   |
| -------- | --- | --- | ----- | --- | --- | -------- |
| 2021     | 18  | 5   | 3     | 2   | –   | 28 Sitze |
| 2016     | 19  | 4   | –     | 5   | –   | 28 Sitze |
| 2011     | 20  | 2   | –     | 6   | –   | 28 Sitze |
| 2006     | 21  | 2   | –     | 5   | –   | 28 Sitze |
| 2001     | 25  | 2   | –     | 5   | –   | 32 Sitze |
| 1996     | 26  | –   | –     | 6   | –   | 32 Sitze |
| 1991     | 20  | 5   | –     | 4   | 1   | 30 Sitze |

Die nächste Kommunalwahl findet im September 2026 statt.

### Bürgermeister
An der Spitze der Stadt steht der Bürgermeister. Nach dem Zweiten Weltkrieg wurde in der britischen Besatzungszone die „Zweigleisigkeit“ mit dem Gemeindedirektor bzw. Stadtdirektor an der Spitze der Verwaltung eingeführt, während der Bürgermeister (als Vorsitzender des Rates) nur repräsentative Aufgaben hatte. 1996 wurde in Niedersachsen wieder die Eingleisigkeit eingeführt mit dem Bürgermeister an der Spitze der Verwaltung und des Rates. Während früher sowohl der Bürgermeister als auch der Gemeindedirektor vom Rat gewählt wurden, wird der Bürgermeister jetzt direkt von den Bürgern der Stadt gewählt.
Hauptamtlicher Bürgermeister der Stadt Damme ist Mike Otte (CDU). Bei der letzten Bürgermeisterwahl am 12. September 2021 wurde er ohne Gegenkandidaten mit 89,31 % der Stimmen gewählt. Die Wahlbeteiligung lag bei 57,31 %. Otte trat seine Amtszeit am 1. November 2021 an.
Gemeindevorsteher (bis 1855 Kirchspielsvogt) waren
- 1854–1868: Friedrich Sack
- 1868–1875: Bernhard Heinrich Theodor Enneking
- 1875–1890: August Osterhoff
- 1890–1905: Heinrich Enneking
- 1905–1917: Josef Römer
- 27. Mai 1917 – 15. Dezember 1918: Bernard Leiber-Broermann
- 15. Dezember 1918 – 1933: Clemens Mähler

Bürgermeister
- 1933–1942: Bernard gr. Broermann
- 1. April 1942 – 11. April 1945: Fritz Behrens
- 11. April 1945 – 17. April 1945: Hermann Gerdes
- 18. April 1945 – 26. Februar 1946: August Leiber
- 27. Februar 1946 – 16. April 1946: Anton Fortmann
- 17. April 1946 – 14. Dezember 1953: Heinrich Wolking
- 15. Dezember 1953 – 12. November 1956: Bernhard Hentemann
- 13. November 1956 – 15. Oktober 1968: Heinrich Wolking
- 16. Oktober 1968 – 6. November 1979: Josef Stromann
- 16. November 1979 – 5. November 1991: Heinrich Beiderhase
- 5. November 1991 – 30. April 1997: Heinrich Holtvogt
- 1. Mai 1997 – 31. Oktober 2006: Hans-Georg Knappik
- 1. November 2006 – 31. Oktober 2021: Gerd Muhle[19]
- 1. November 2021 –                  : Mike Otte

Gemeindedirektor bzw. ab dem 7. Mai 1982Stadtdirektor
- 1. November 1945 – 31. März 1973: Franz Holthaus
- 1. April 1973 – 30. April 1997: Jürgen Respondek

### Wappen
Das Wappen der Stadt Damme ist geviert. Das erste Feld ist golden mit zwei roten Balken. Das zweite Feld ist schwarz mit der silbernen Figur des heiligen Viktor, der die Linke auf einem silbernen Schild mit rotem Balkenkreuz stützt und in der Rechten eine Lanze mit gleichfarbiger Fahne hält. Das dritte Feld ist grün mit einer silbernen Pflugschar. Das vierte Feld ist blau mit goldenem Ankersteckkreuz.

### Flagge
Die Flagge der Stadt Damme ist gestreift in Weiß, Grün und Weiß. Der grüne Streifen nimmt ⅔ der Flaggenbreite ein. Auf ihm befindet sich im oberen Drittel ein gelbes Ankerkreuz. Die Breite der Kreuzbalken beträgt 1/10 der Flaggenbreite, während die gespaltenen Kreuzende 1/5 der Flaggenbreite einnehmen. Die Breite verhält sich zur Länge wie 1:2. Die Flagge kann auch als Banner verwendet werden.

### Städtepartnerschaften
Damme pflegt eine Partnerschaft zur namensgleichen Stadt Damme in Flandern, Belgien, die am 10. August 1986 offiziell besiegelt wurde. Es finden alljährlich wechselseitige Besuche auf politischer, sportlicher und kultureller Ebene statt.

## Kultur und Sehenswürdigkeiten

### Regelmäßige Veranstaltungen

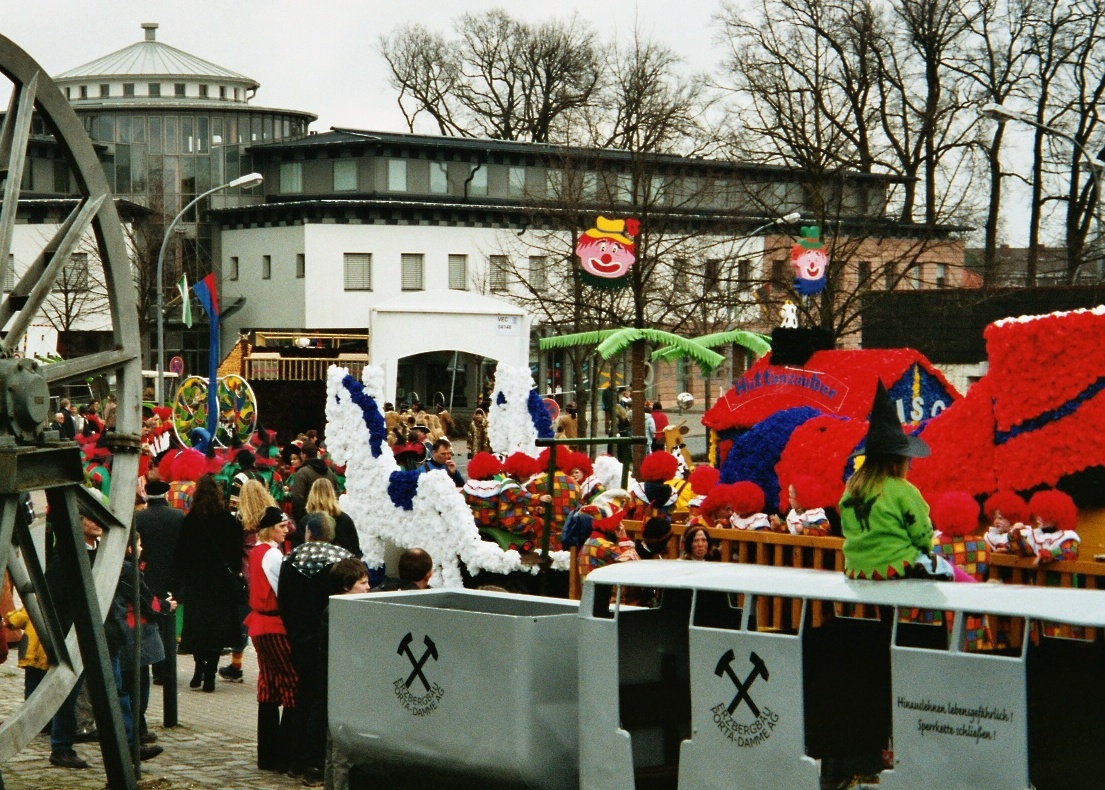
Carneval in Damme

#### Dammer Carneval
Bekannt ist Damme durch den bereits im Mittelalter entstandenen Dammer Carneval, der von der 1614 gegründeten Dammer Carnevalsgesellschaft getragen wird. Diese dürfte zu den ältesten närrischen Vereinigungen in Deutschland gehören. Bis um 1870 bildete den Fastnachtshöhepunkt der Heischegang, der am Abend vor Aschermittwoch stattfand, d. h. am Abend vor Beginn der Fastenzeit. Daher rührt der närrische Dammer Gruß Helau, Fastaubend!
Beim Heischegang zog man von Haus zu Haus, sammelte alles Ess- und Trinkbare, um es am Abend in einem großen Gelage zu verprassen, denn anschließend begann die Fastenzeit. Um 1870 brachten heimische Kaufleute mit entsprechenden Geschäftsbeziehungen und Handwerker von ihrer Wanderschaft rheinisches Carnevals-Brauchtum nach Damme. Fortan wurde ein Prinz gewählt, man kostümierte sich, gestaltete einen Rosenmontagsumzug zu einem abgesprochenen Thema und veranstaltete Maskenbälle.
Mit krisenbedingten Unterbrechungen (Weltkriege/Nachkriegsnot, Carnevalsverbot der 1920er Jahre, Sturmflutkatastrophe 1962, Golfkrieg 1991, COVID-19-Pandemie seit 2020) entwickelte sich der Dammer Carneval mit seinen zwei Umzügen (seit 1938 auch sonntags) mittlerweile zum größten Straßencarneval Norddeutschlands. Seit 1892 wird der Dammer Carneval eine Woche eher als in den anderen Fastnachtshochburgen gefeiert. Etwa 9000 aktive Närrinnen und Narren präsentieren sich an diesen zwei Tagen in einem Umzug mit 240 Motivwagen und -gruppen in den Straßen der Fastnachtsstadt Dammensia. Jeweils vier bis fünf Stunden dauert dieser ungewöhnliche Umzug, der ausschließlich in Eigeninitiative der Wagenbauer gestaltet wird.
Während die größten Umzüge Norddeutschlands sicherlich die Höhepunkte des Dammer Carnevals sind, findet dazu ein umfangreiches Begleitprogramm statt. Der 11. November jedes Jahres ist Eckpunkt für die Sessionseröffnung an der Narrensäule in der Innenstadt und für den Sessionsauftakt im Rathaus der Stadt Damme. Dort wird jeweils die Auszeichnung Ehrennarr an eine verdienstvolle Persönlichkeit verliehen. Nach der alljährlichen Generalversammlung beginnt die Serie der Galasitzungen, Prinzenproklamationen, Kostümbälle und Sonderveranstaltungen, die ein Gesamtprogramm für jedermann bieten. Am Dammer Rosenmontag geben Stadt Damme und die Dammer Carnevalsgesellschaft von 1614 einen Empfang für allerlei prominente Gäste. Stephan Weil, niedersächsischer Ministerpräsident und Ehrengast im Jahr 2014, bezeichnete den Dammer Carneval dabei gar als „Wiege des niedersächsischen Carnevals“. Im Anschluss an den Empfang überreicht der Bürgermeister traditionell dem jeweiligen Prinzen die Stadtschlüssel, um ihm die Regierungsgewalt über Dammensia zu übertragen. Drei tolle Tage stehen dann unter der Regentschaft der närrischen Tollitäten.
In der Karnevalssession 2020/2021 wurden am 14. September 2020 wegen der COVID-19-Pandemie alle Veranstaltungen des Dammer Carnevalsvereins abgesagt, einschließlich der für den 7. und 8. Februar 2021 geplanten Umzüge. Auch die Session 2021/2022 wurde aufgrund der COVID-19-Pandemie abgesagt.

#### Dammer Töpfermarkt
Der Kunst- und Kultur-Kreis Damme e. V. organisiert jedes Jahr seit 1985 am ersten Wochenende im September den Dammer Töpfermarkt mit etwa 60 Ausstellern, die ausschließlich professionelle Werkstätten unterhalten. Zwischen Mühlen- und Friedhofsstraße sowie auf den angrenzenden Parkplätzen ist das Angebot der Töpfer aufgebaut. Zusätzlich gibt es am Töpfermarkt-Sonntag ein Rahmenprogramm. Der Kunst- und Kulturkreis Damme organisiert darüber hinaus regelmäßig kulturelle Veranstaltungen, wobei die ganze Bandbreite künstlerischen Schaffens abgedeckt ist, von Musik über Literatur bis hin zur Bildenden Kunst. Bei etwa zwölf Veranstaltungen im Jahr, z. B. Konzerte, Theaterabende, Ausstellungen, Exkursionen, kommen auch die Kleinen nicht zu kurz: Für sie findet im November immer Kindertheater statt.
Frühjahrs- und Räubermarkt
Halbjähriger Kirmes in der Innenstadt mit Flohmarkt in Damme (letztes April Wochenende und letztes September Wochenende)
Damme blüht auf
Jährliche Veranstaltung des Handels- und Gewerbeverein in der Dammer Innenstadt als einen verkaufsoffenen Sonntag – jeweils Mitte März.
Adventlicher Markt
In der Adventszeit gibt es jährlich jeden Adventssonntag einen adventlichen Markt in Damme sowie einmal im Jahr einen Weihnachtsmarkt in Rüschendorf.
Domfestspiele Damme
Alle 2 Jahre für mehrere Wochen auf dem Kirchhof von St. Viktor. Organisiert vom Theaterverein Dammer Berge. Die nächste Aufführung heißt „Der Sohn zweier Väter“ und findet im August/September 2025 statt.
Public Viewing
Alle 2 Jahre (mit Ausnahme von der EM2020, sowie der WM2022 wegen der Corona-Pandemie) für mehrere Wochen während der EM bzw. WM auf dem Kirchhof von St. Viktor. Gezeigt werden alle Spiele mit deutscher Beteiligung sowie das Finale. Seit der Heim-EM 2024 findet das Public Viewing unter einen neuen Veranstalter statt.

#### Schützenfeste
- Schützenverein Damme – jeweils Ende Juli
- Schützenverein Glückauf – jeweils Mitte Juni
- Bürgerschützenverein Osterfeine-Dümmer – jeweils Ende Mai/Anfang Juni
- Schützenverein Rüschendorf – jeweils Mitte Juli
- Schützenbruderschaft St. Viktor Rottinghausen – jeweils Anfang Juli auf dem Schützenplatz im Ortsteil Ossenbeck
- Jux-Schützenfest in Südfelde – jeweils Ende August

In den Jahren 2020 und 2021 fand wegen der weltweiten Corona-Pandemie kein Schützenfest in Damme statt.

#### Dümmer Eiswette
Die Dümmer Eiswette findet jeweils Mitte Januar auf der westlichen Dümmer-Seite in Dümmerlohausen statt. Ein Überraschungs- und Ehrengast prüft, ob der Dümmer „steiht oder geiht“ – sprich ob der See zugefroren ist oder nicht. Ehrengast der Dümmer Eiswette waren u. a. der ehemalige Bremer Bürgermeister Henning Scherf (SPD) oder der FDP-Politiker Guido Westerwelle. Die Veranstaltung ist mit der Bremer Eiswette vergleichbar.

#### End-Summer Open Air
Ein Electromusik- und EDM-Festival, bei dem zehn verschiedene DJs auflegen. Es findet seit 2024 jährlich im September auf dem Schützenplatz in Damme statt und markiert den Endspurt der Festivalsaison. Es ist eine Anlehnung an Tante Mia tanzt, was jährlich an Christi Himmelfahrt auf dem Vechtaer Stoppelmarktgelände stattfindet. 2024 nahmen 1500 Besucher an dem Festival teil.

#### Blue Night Damme
Jährlich im Sommer spielen bis zu 10 Bands zeitgleich in der Dammer Innenstadt, die eigens für diese Veranstaltung des Handels- und Gewerbevereins für den motorisierten Verkehr gesperrt wird. Während die gesamte Innenstadt blau ausgeleuchtet ist, spielen die Bands draußen auf Bühnen, aber auch in den Kneipen der Innenstadt.
Der Dümmer brennt
Eine jährliche Veranstaltung am letzten Augustwochenende mit bis zu 30.000 Besuchern rund um den Dümmer-See. Der Veranstalter des Feuerwerkes bzw. der Lichtshow wechselt unregelmäßig zwischen Lembruch, Hüde und Dümmerlohausen. Das letzte Mal auf Dammer Boden fand die Veranstaltung allerdings vor einigen Jahren statt. Für 2024 wurde die Veranstaltung komplett abgesagt.

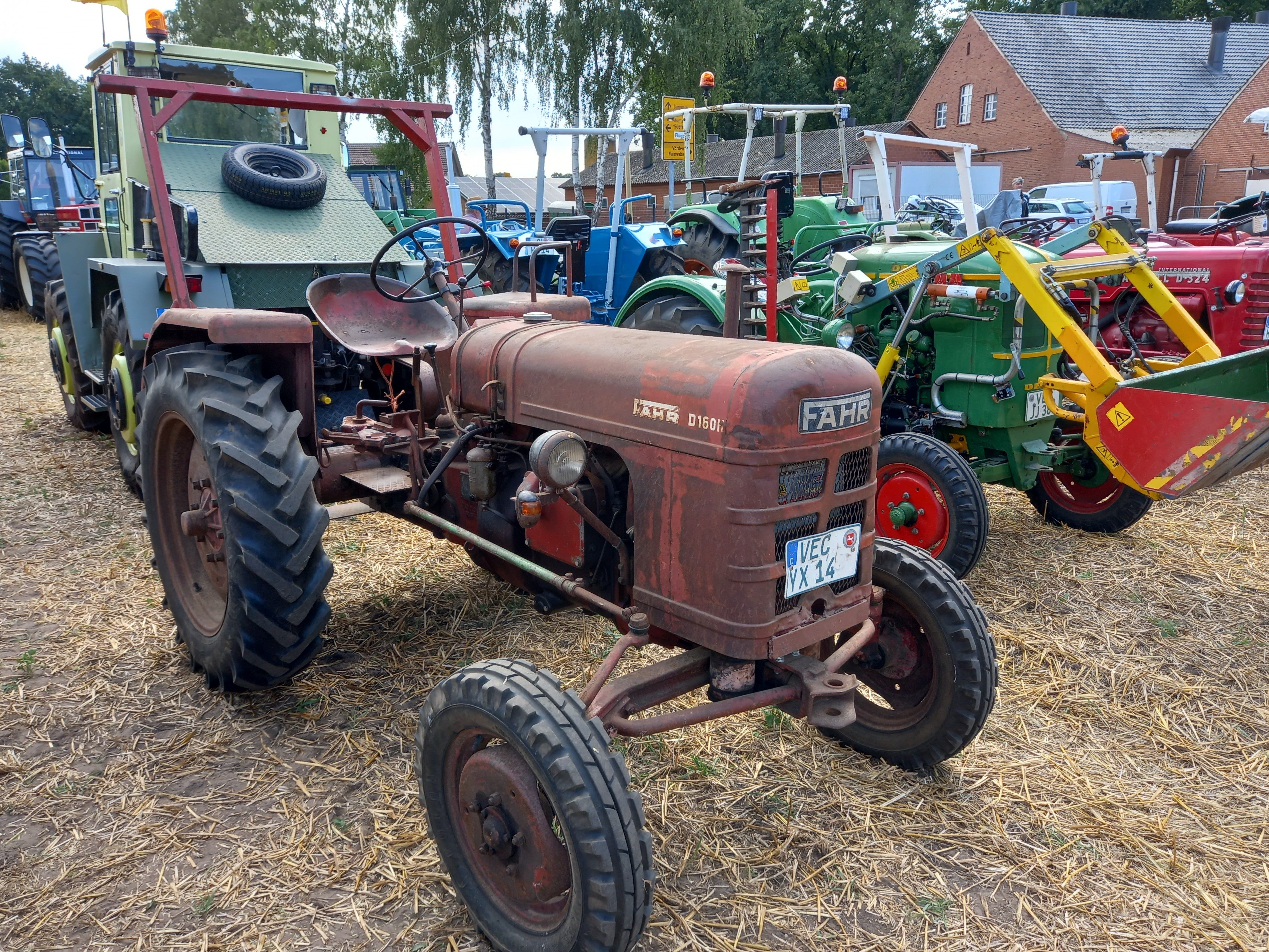
Ausgestellte Oldtimer-Traktoren in Rottinghausen (2022)

#### Oldtimer- und Traktorentreffen in Rottinghausen
Regelmäßig im August organisiert das „Raritätenkommando Rottinghausen“ ein „Oldtimer- und Traktorentreffen“ auf dem Dorfplatz Rottinghausen. Im Jahr 2022 wurden über 100 Fahrzeuge präsentiert.
Messe Damme
Eine großflächige, mehrtägige Gewerbeschau auf dem Flugplatzgelände in Rottinghausen, die u. a. in den Jahren 2006, 2011 und 2017 stattfand. Eine Fortsetzung war für 2022 geplant, wurde allerdings frühzeitig aufgrund der weltweiten Corona-Pandemie abgesagt. Eine Fortsetzung sei nun nach der Pandemie geplant. 2006 nahmen 175 regionale Aussteller auf rund 6000 Quadratmeter Zelt- und mehr als 10.000 Quadratmeter Freifläche an der Messe teil. Im Jahr 2011 gab es zudem einen Guinness-World-Record-Versuch und im Jahr 2017 gab es ein Konzert vom belgischen Sänger Milow.

### Bauwerke
siehe auch: Liste der Baudenkmale in Damme (Dümmer)

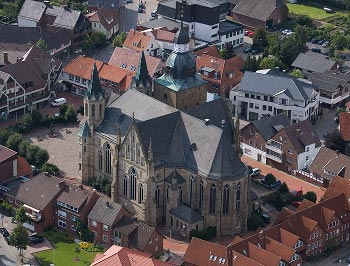
Luftaufnahme der St.-Viktor-Kirche in Damme

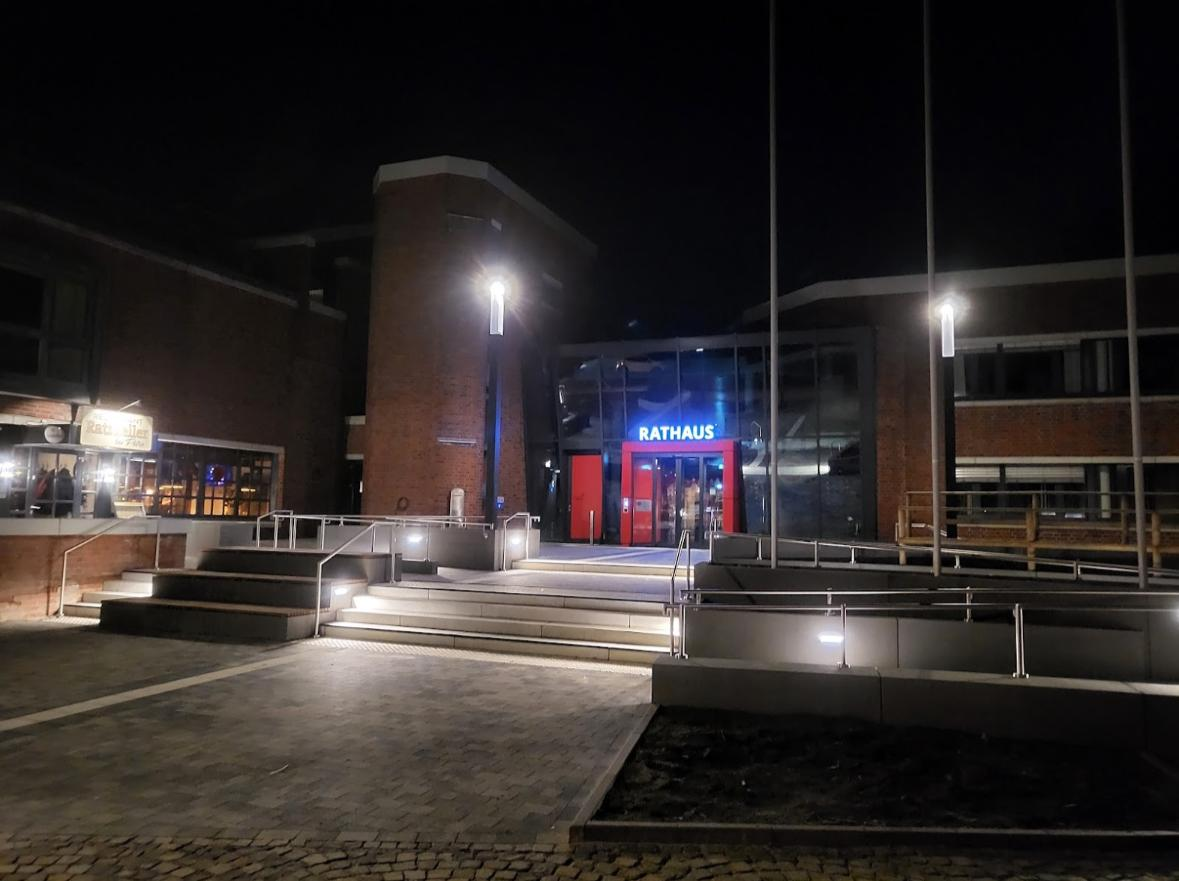
Rathaus bei Nacht

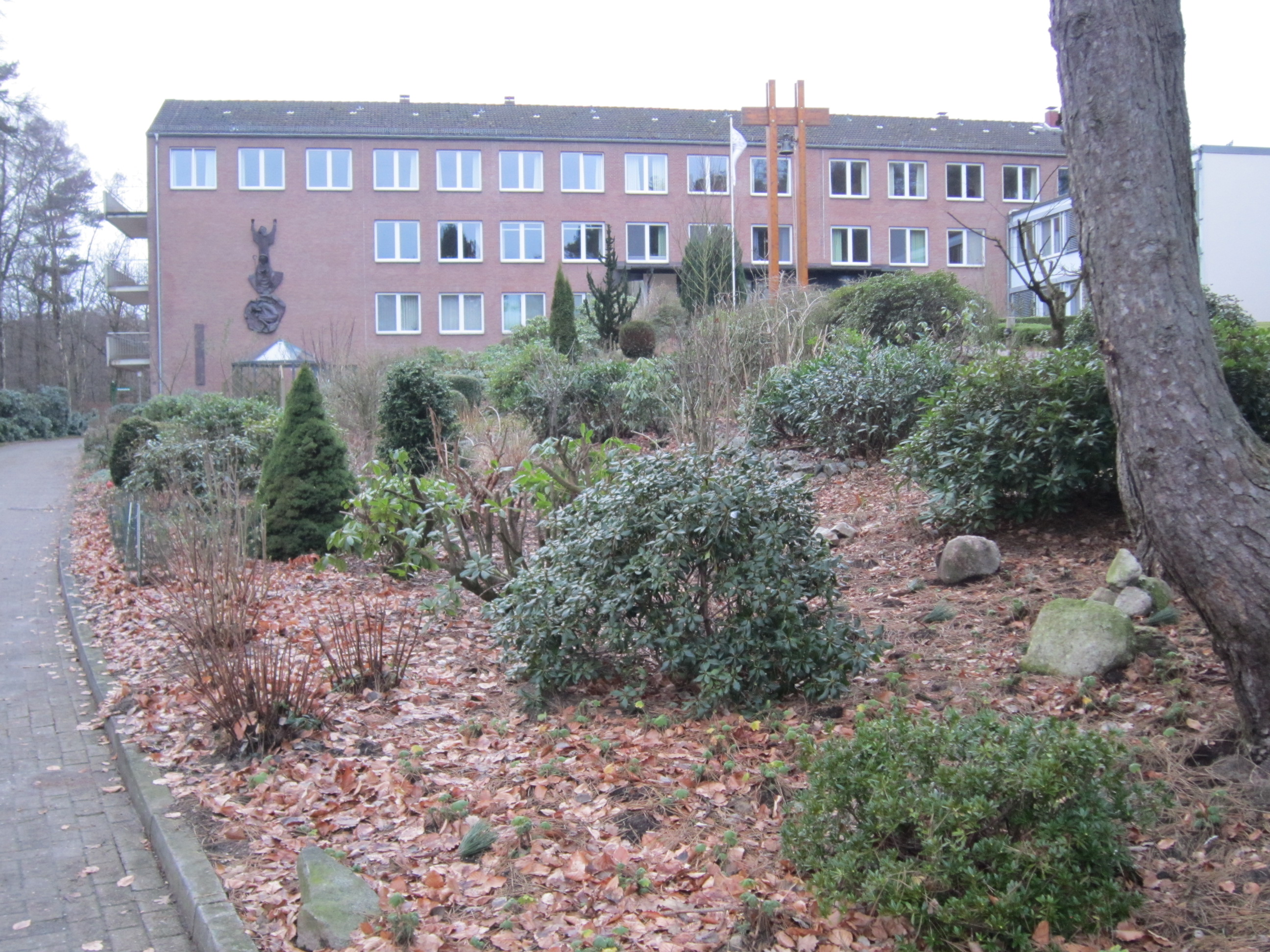
Ehemaliges Kloster Damme, aktuell (2024) als Hotel und Fortbildungsstätte genutzt

- Kath. Pfarrkirche St. Viktor, neugotischer kathedralartiger Sandstein-Bau, 1904–1906 errichtet, Sockel des Feldstein-Turms romanisch um 1300, gotische Erhöhung, barocke Haube von 1693, neogotische Einrichtung, bemerkenswerte Glasfenster des Historismus
- Ev.-luth. Laurentiuskapelle, neugotischer Bau von 1905, erstes Kirchengebäude der ev. Gemeinde in Damme
- Ev.-luth. Pfarrkirche „Zum Guten Hirten“, sachlich gegliederte Hallenkirche von 1959/60, diverse Erneuerungen 2002/2003
- Kath. Pfarrkirche St. Mariä Himmelfahrt Osterfeine, neugotische Backsteinbasilika, 1861–1864 errichtet, wertvolle historistische Glasfenster
- Kath. Pfarrkirche St. Agnes Rüschendorf, Wandpfeilersaal in neugotischen Formen, 1903–1905 errichtet, Turm 1955 modernisiert, historistische Glasfenster
- Dielinger Tor, Fachwerkdurchfahrt zum Kirchplatz zu St. Viktor, erbaut 1964 nach historischem Vorbild
- Küsterei zu St. Viktor, Fachwerkbau 1957/58 nach historischem Vorbild an gleicher Stelle
- Rathaus Damme, Flachdach-Ziegelstein-Bau mit Glasfront-Elementen, 1979–1981 entstanden, Eingangsbereich mit Vorplatz konzentrisch angelegt
- Villa Meyer-Holzgräfe, altes Rathaus, Buchhandlung Rinklake, historistisches ehem. Wohngebäude in klassizistischer Manier, späte 1920er Jahre
- Haus von der Hoya bzw. ehem. Amtshaus und Amtsgericht, klassizistisches Gebäude im Stil des späten 18. Jahrhunderts (Wappen über dem Portal zeigt die Zahl 1765)
- Stadtmuseum in der ehem. Bahnstation, als gründerzeitlicher Bau 1900 errichtet, 1952/53 im sachlicheren Stil der Zeit umgestaltet, seit 1992 Museum für Stadtgeschichte
- Haus Schilgen, Ackerbürgerhaus von 1820, mehrfach umgestaltet und den Funktionen angepasst, 1900 aufgestockt und verputzt, stadtbildprägendes Gebäude
- Wassermühle Höltermann; wesentliche Teile des Fachwerkgebäudes sind 1801 entstanden, ein Kern ist deutlich älter, 1999 restauriert und funktionstüchtig, kleiner Mühlenteich in der Nähe[28]
- Wassermühle Meyer-Nordhofe, im Kernbestand von 1734, innere Ausstattung weitgehend erhalten, ohne Gerinne und Wasserrad
- Seniorenheim Maria Rast, 1914 als Eisenbahnererholungsheim errichtet, am Landhaustyp des Jugendstils orientiertes Kerngebäude mit drei charakteristischen Giebeln
- Textilfabrik Bahlmann & Leiber, Industriebau der Nachkriegszeit mit Bauabschnitten 1949, 1953 und 1957, steht unter Denkmalschutz
- Roberts Hotel („Blechhotel“), fünfachsiges Gebäude mit zweifach gestuftem Walmdach und leicht geschweifter Dachlinie, um 1820 errichtet, Fachwerk gegen Schlagregen um 1885 mit Blechverkleidung geschützt, charakteristisches Aussehen und markante Stellung im Stadtbild
- Haus und Gaststätte Butke-Bollmann, Fachwerkbau von 1807
- Narrensäule, auf historischer Säule 1999 errichtetes Denkmal des Dammer Narren
- Schnatmühle, im Innern gut erhaltene und schrittweise in der Renovierung befindliche achtkantige Holländer-Windmühle auf der „Schnat“ im Ortsteil Borringhausen[29]
- Heuerhaus Rohling, Fachwerkbau von 1773 in Borringhausen
- Hillgenhüsken, Ihlendorf, Fachwerk-Wegekapelle zum Hof Grever, erbaut 1715, 1990 nach einem Sturmschaden renoviert
- Kophankesche Kapelle, Kemphausen, 1956 errichtet, Fachwerk mit reichhaltigen Schnitzereien versehen
- Meierhof Nordhofe und Bexadde-Hof Pohlmann, beide als Putzbau 1854 bzw. 1853 als integriertes Wohn- und Wirtschaftsgebäude errichtet
- Hof Josef Meyer bzw. Wolking-Robke, Oldorf, reichhaltig gestalteter Giebel des Fachwerkgebäudes von 1813
- Wohnhaus Bosche, Oldorf, ungewöhnliches Wohnhaus mit Jugendstil- und Neobarock-Elementen, 1927 errichtet
- Hof Meyer-Hülsmann, vorm. Clausing, Osterdamme, Werk der berühmten Dammer Baumeister-Familie Schumacher, 1778 errichtet; die älteste urkundliche Erwähnung Dammes ist mit dieser Hofstelle verbunden
- Meierhof Osterfeine, 1848 im Kammerfach (Wohnbereich) erweiterter Vierständer-Fachwerkbau von 1769, 1990 renoviert
- Geschäftshaus Josef Pohlschneider, Osterfeine, Haus mit außergewöhnlicher Architektur zwischen Art déco und Internationalem Stil, erbaut 1932/33
- Hof Gr. Sandermann, Rüschendorf, eines der ältesten Fachwerkgebäude im Kreis Vechta, errichtet 1764, im Giebel Schnitzarbeiten vom Rüschendorfer Meierhof (1664)
- Hof Trimpe-Lampe, Sierhausen, reetgedeckter Fachwerkbau von 1769

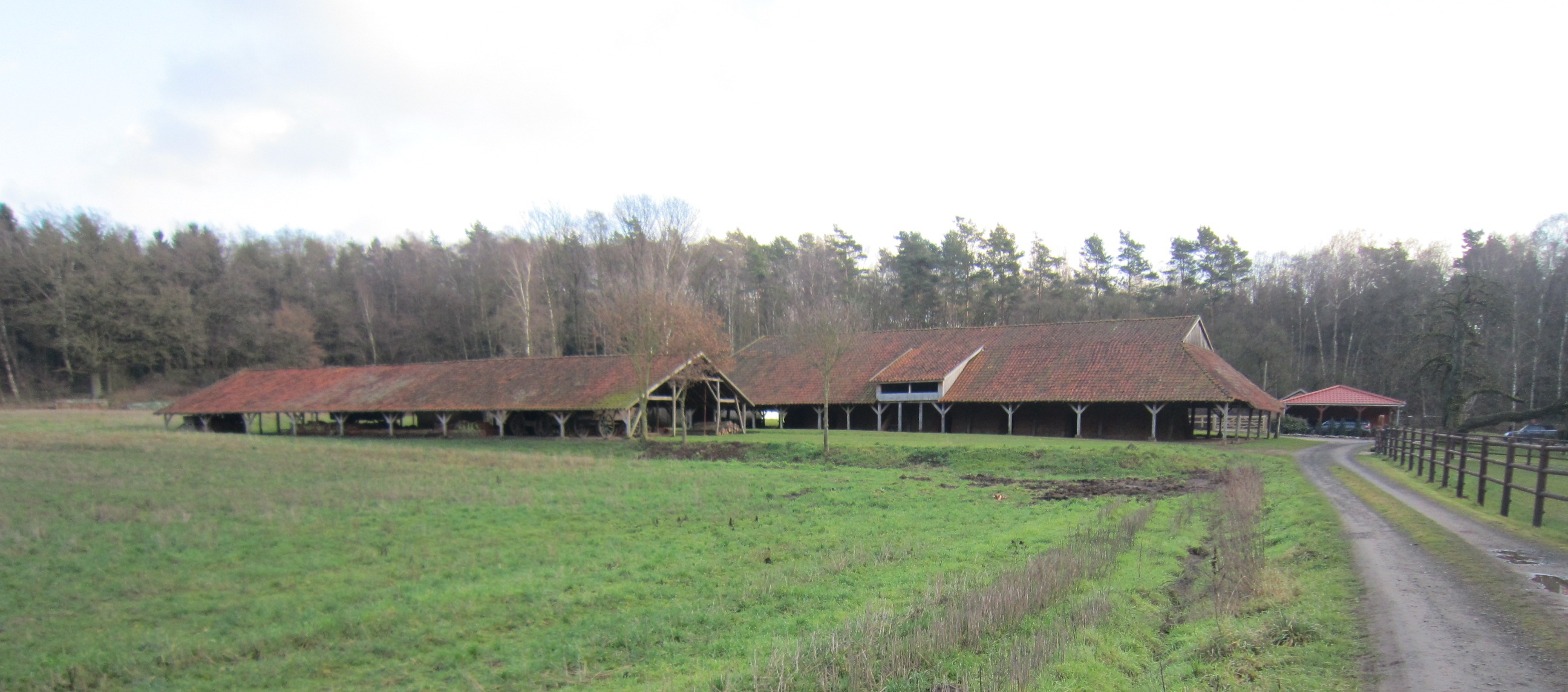
Alte Ziegelei Stölting

- Ziegelei Stölting, Wempenmoor, 1875 gegründet, erhaltene Ringofenanlage von 1902, 1962 wegen Bergschäden des nahe gelegenen Eisenerzbergwerks stillgelegt, Renovierung steht an
- Ehem. Bergwerksgebäude, Wempenmoor, Eingangsbereich mit Pförtnerhaus von 1954, Verwaltungsgebäude von 1958, Maschinenhaus von 1953 und Mannschaftskaue von 1954 erhalten, 100 m nördlich der zugehörige „Kleine Klärteich“ für die „Erzwäsche“
- Schweizerhaus, Ausflugslokal in der „Oldenburgischen Schweiz“ mit langer Tradition seit 1886, jetziges Gebäude nach einem Brand 1983 als Fachwerk nach dem Vorbild des Vorgängerbaus errichtet
- Aussichtsturm auf dem Mordkuhlenberg (142 m), 22 m hoher Turm mit Aussichtsplattform
- Naturschutz-Zentrum Dammer Berge, seit 1995 Zentrum für die ökologische Arbeit des NABU, eingerichtet auf dem Gelände und in Gebäuden der ehemaligen Luftmunitionsanstalt, kurz Muna, im Schelenhorst, wofür die Wehrmacht verschiedenartige Zweck-Bauten ab 1935 erstellte, die ab 1959 auch von der Bundeswehr (Nordteil: bis Ende der 1980er Jahre Korpsdepot 153, Südteil: bis 1994 Heimatschutzbrigade 62, Mob-Stützpunkt) genutzt wurden.
- Fernmeldeturm auf dem Signalberg, von der britischen Rheinarmee gebaut, von der Bundeswehr später übernommen (RiFuTrp 13 3./11) und jetzt von Behörden und Organisationen mit Sicherheitsaufgaben (BOS) genutzt wird.
- 134 Meter hoher Fernmeldeturm der Deutschen Telekom AG auf dem Signalberg

### Museen

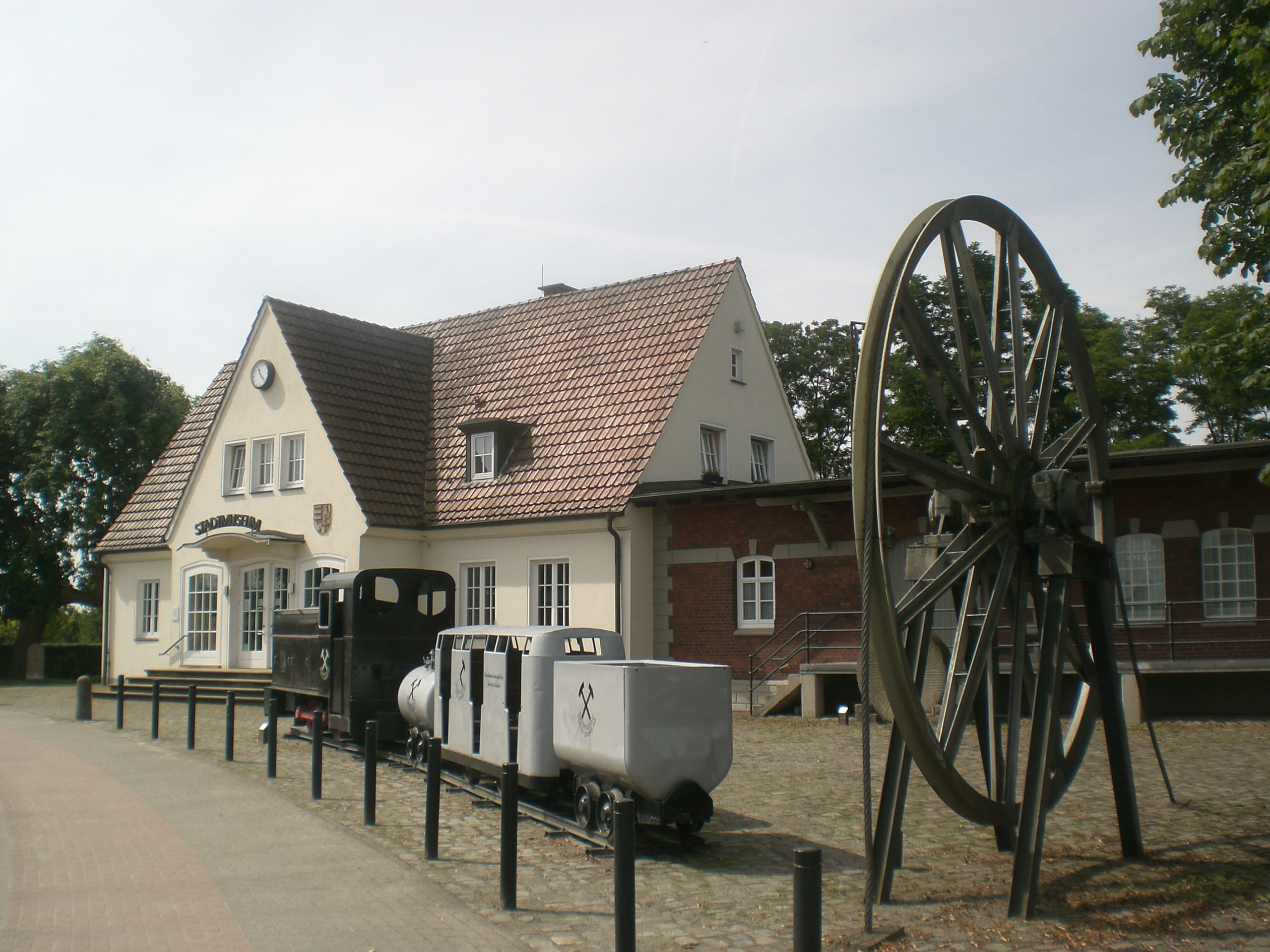
Stadtmuseum

Damme hat ein Stadtmuseum mit vier ständigen Ausstellungsbereichen (1. Die Anfänge der Besiedlung, 2. Der jahrhundertelang dauernde Streit der Fürstbischöfe von Osnabrück und Münster um Damme, 3. Dammer Fastnacht und Carneval seit 1614, 4. Eisenerzbergbau in den Dammer Bergen 1939–1967) sowie mit wechselnden Sonderausstellungen (bis auf Weiteres: Damme zwischen den Weltkriegen). Öffnungszeiten: sonntags und mittwochs 15–18 Uhr. Dort gibt es auch zahlreiche Publikationen zur Regionalgeschichte.
Die Wassermühle Höltermann kann auf Anfrage besichtigt werden. Im Gebäude gibt es eine Ausstellung zur Dammer Mühlengeschichte.
Im Ortsteil Dümmerlohausen befindet sich zudem ein Museum mit der Dümmer Vogelschau, die auf Anfrage besichtigt werden kann.

### Kunst
Augenfälligstes Beispiel für Kunst im öffentlichen Raum ist der Dammer Skulpturenpfad, eine Initiative des Kunst- und Kulturkreises Damme e. V., den dieser seit 1994 ständig ergänzt.
Vielfältige Kunstwerke im Innenstadtbereich laden zum Verweilen und zur differenzierten Betrachtung ein. Darunter befinden sich Figuren von überregional bekannten Künstlern wie Leonard Wübbena, Gerhard A.O. Schmidt, Klaus Duschat und Cornelia Weihe, daneben aber auch Werke wie die „Narrensäule“, eines der Wahrzeichen Dammes, das von Schülern der Realschule Damme angefertigt und 1999 aufgestellt wurde. Insgesamt stehen in der Dammer Innenstadt mittlerweile 44 Skulpturen an 37 Standorten. Dies dürfte die größte Freilichtkunstschau im gesamten Weser-Ems-Gebiet sein.

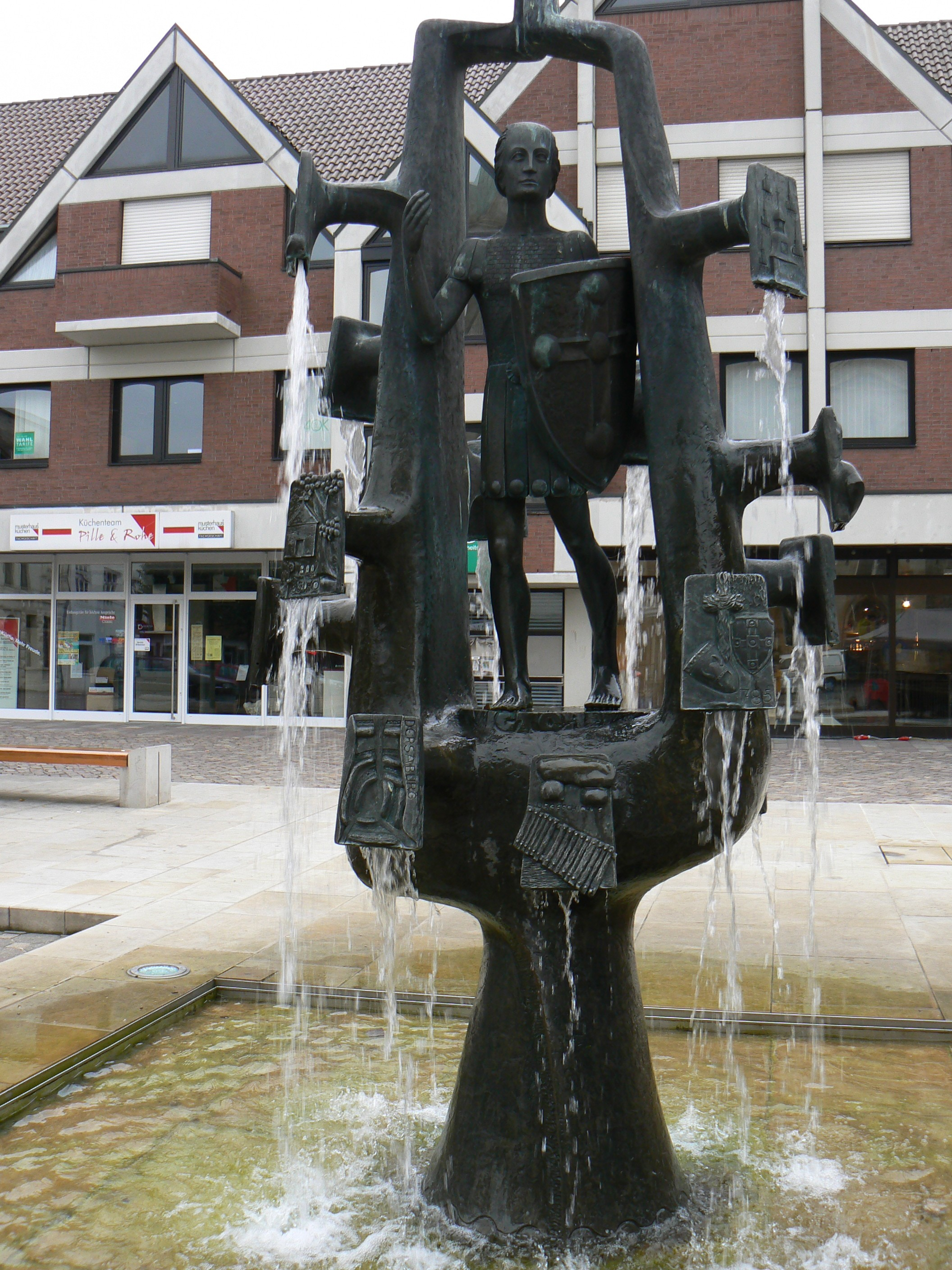
Brunnen St. Viktor
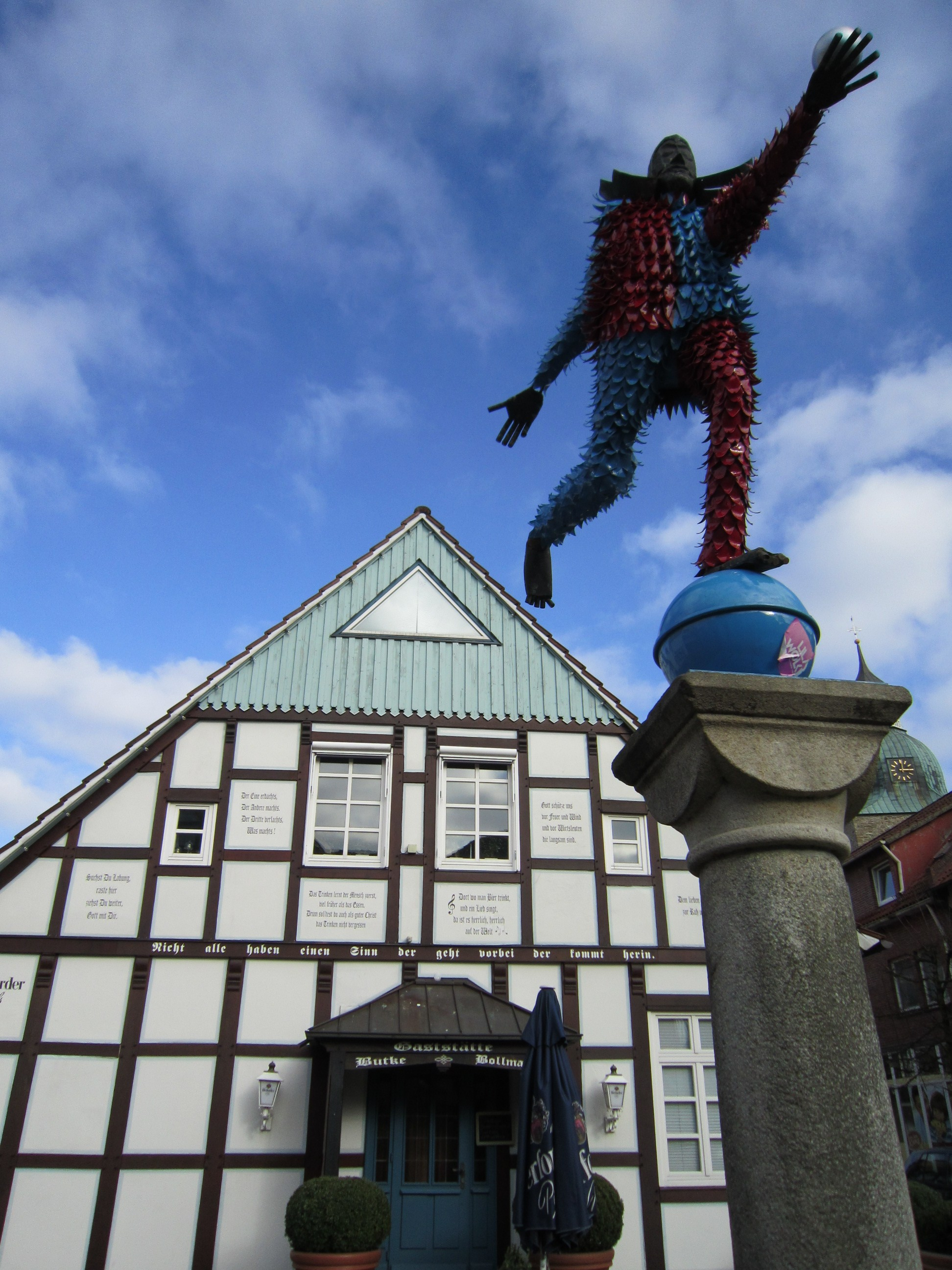
Narrensäule (1999) von Schülern der Realschule Damme
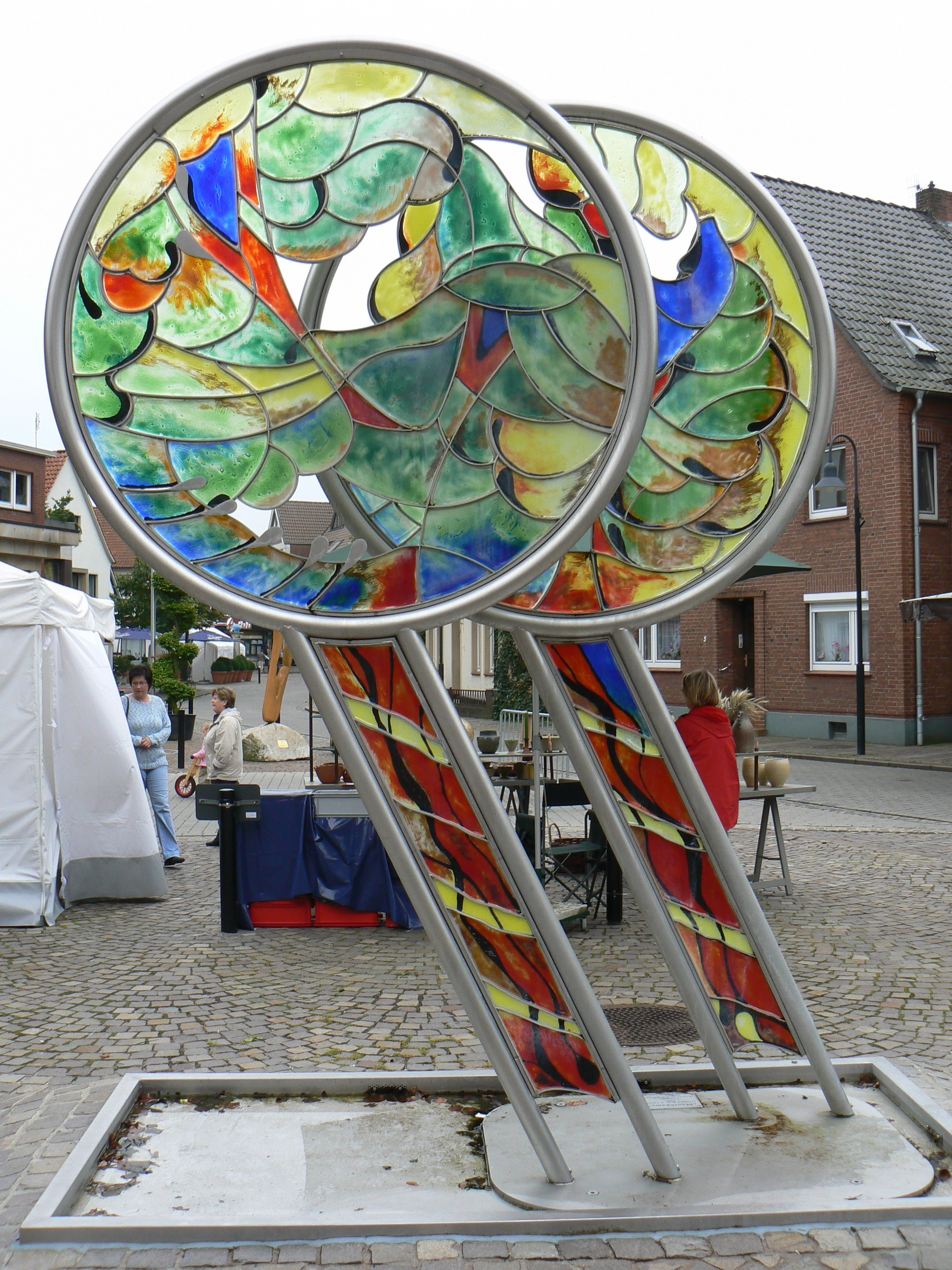
Moorbäume (2003) von Gerhard A.O. Schmidt
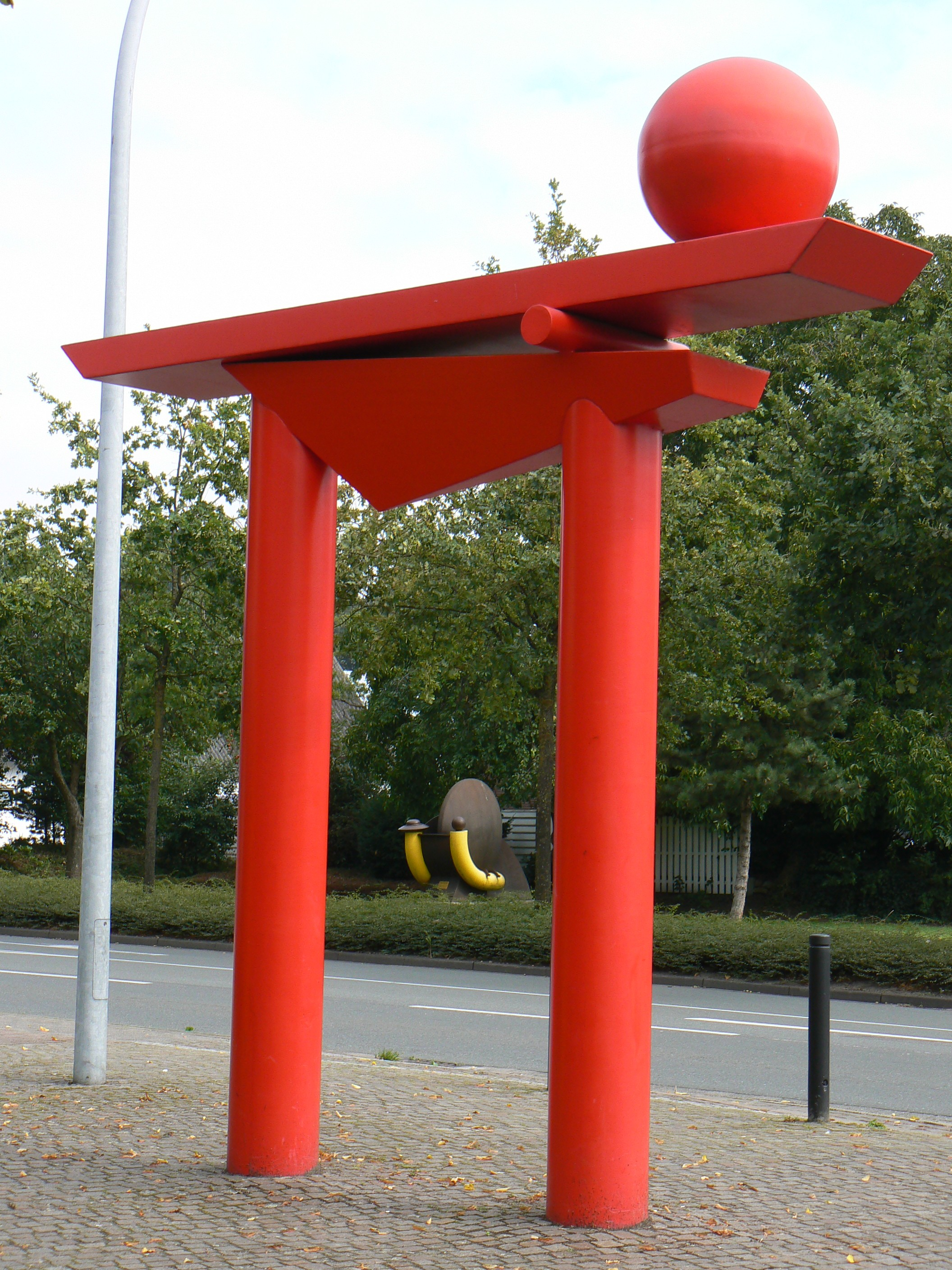
Statt Tor (2004) von Leonard Wübbena
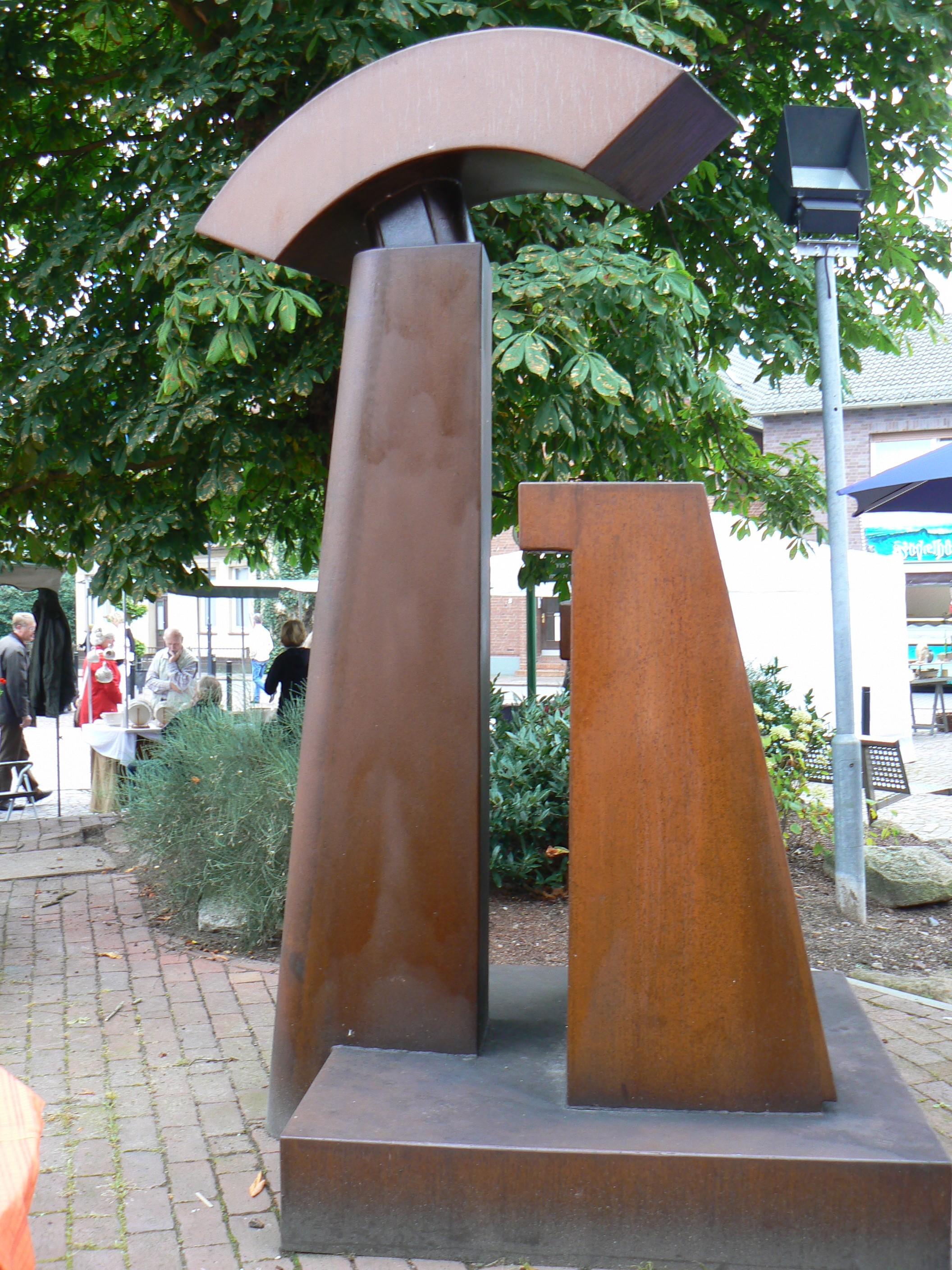
Speech (2004) von Klaus Duschat
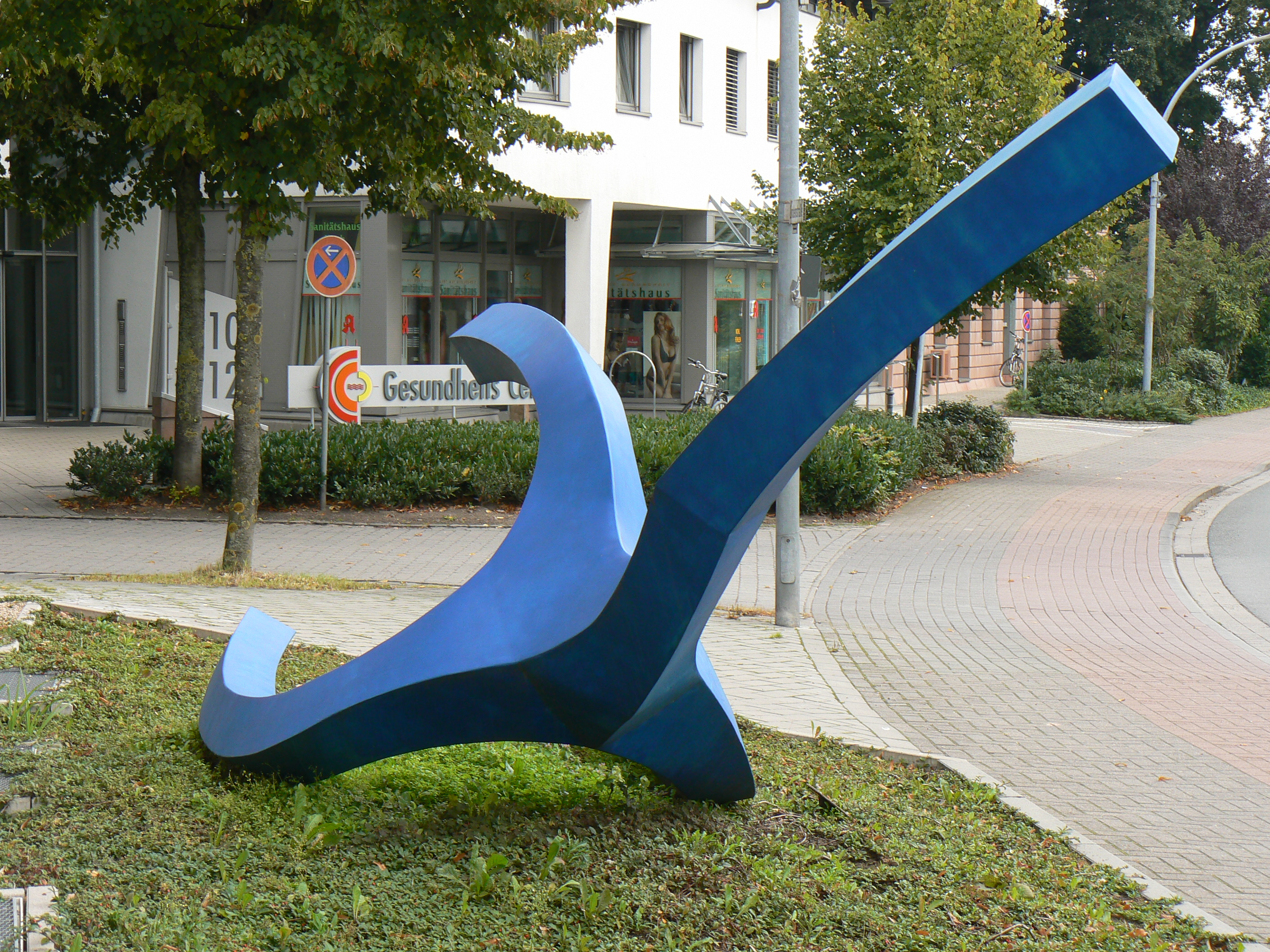
Blauer Zweig (2004) von Cornelia Weihe
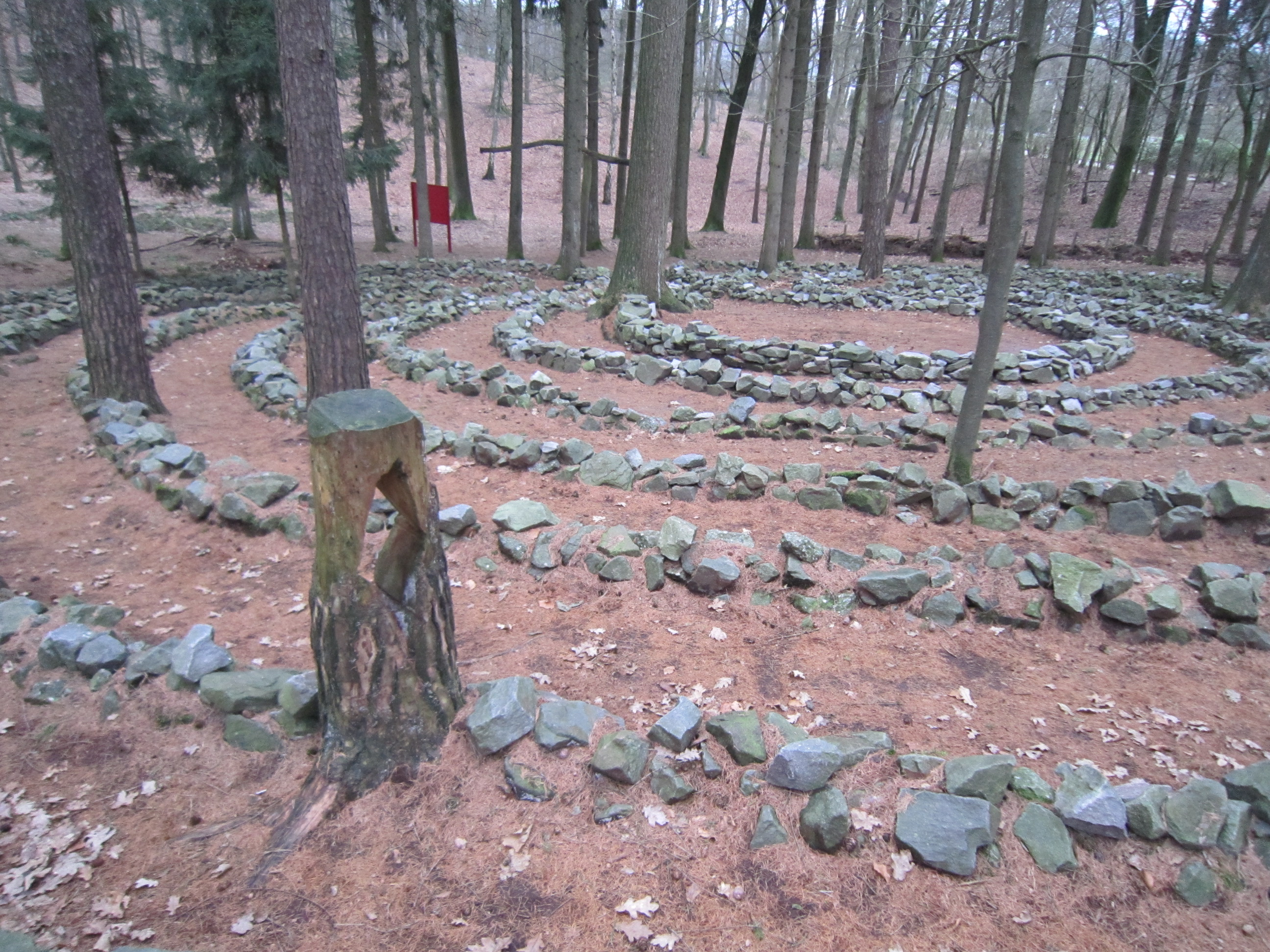
Waldlabyrinth vor dem ehemaligen Kloster Damme (2004)
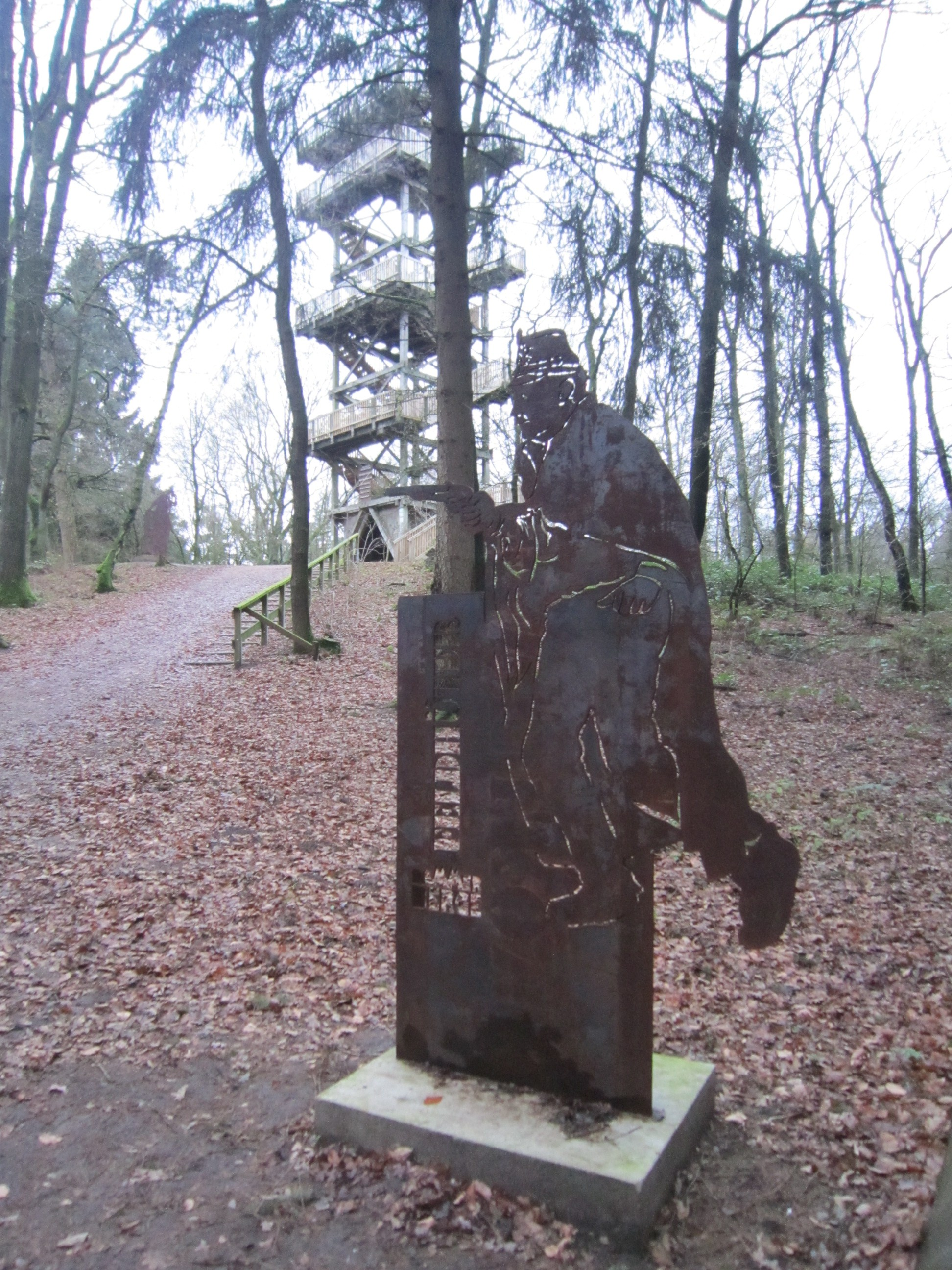
Eisenskulptur am Aufgang zum Mordkuhlenberg (2013)

In regelmäßigen Abständen finden in Damme Kunstausstellungen von Werken lokaler, aber vielfach auch überregional bekannter Künstler in der Scheune Leiber statt.
Weiterhin besteht in Damme eine private Galerie in der Innenstadt mit wechselnden Kunstausstellungen internationaler Künstler.

### Musik
In Damme existieren viele Vereinigungen von Musikbegeisterten: der Männergesangverein Harmonia, Kirchenchöre katholischer Kirchen in Damme (St. Viktor), Osterfeine (St. Mariä Himmelfahrt) und der Kolpingchor Rüschendorf (St. Agnes), die Musikgruppe Laudate, der Kirchenchor sowie der Posaunenchor der ev.-luth. Kirchengemeinde Zum Guten Hirten, die Flötenspielgruppe „Kleine Herde“, die Jugend-Band der ev.-luth. Kirchengemeinde, das Kolpingorchester Damme, das „Dammer Getöse“ sowie die „Dammer Knallerbsen“ mit verschiedenen Gruppen aus der Kreismusikschule, die „Dersa Highlanders“ (eine Pipe- and Drum-Band), der Spielmannszug Osterfeine, die Big Band „Miners' Jazz Company“, das „Narrenblech“ der Dammer Carnevalsgesellschaft von 1614 e. V., mehrere Pop-Coverbands, die Jagdhornbläser des Hegerings Damme und dem Dammer Kneipenchor.

### Kulturdenkmäler

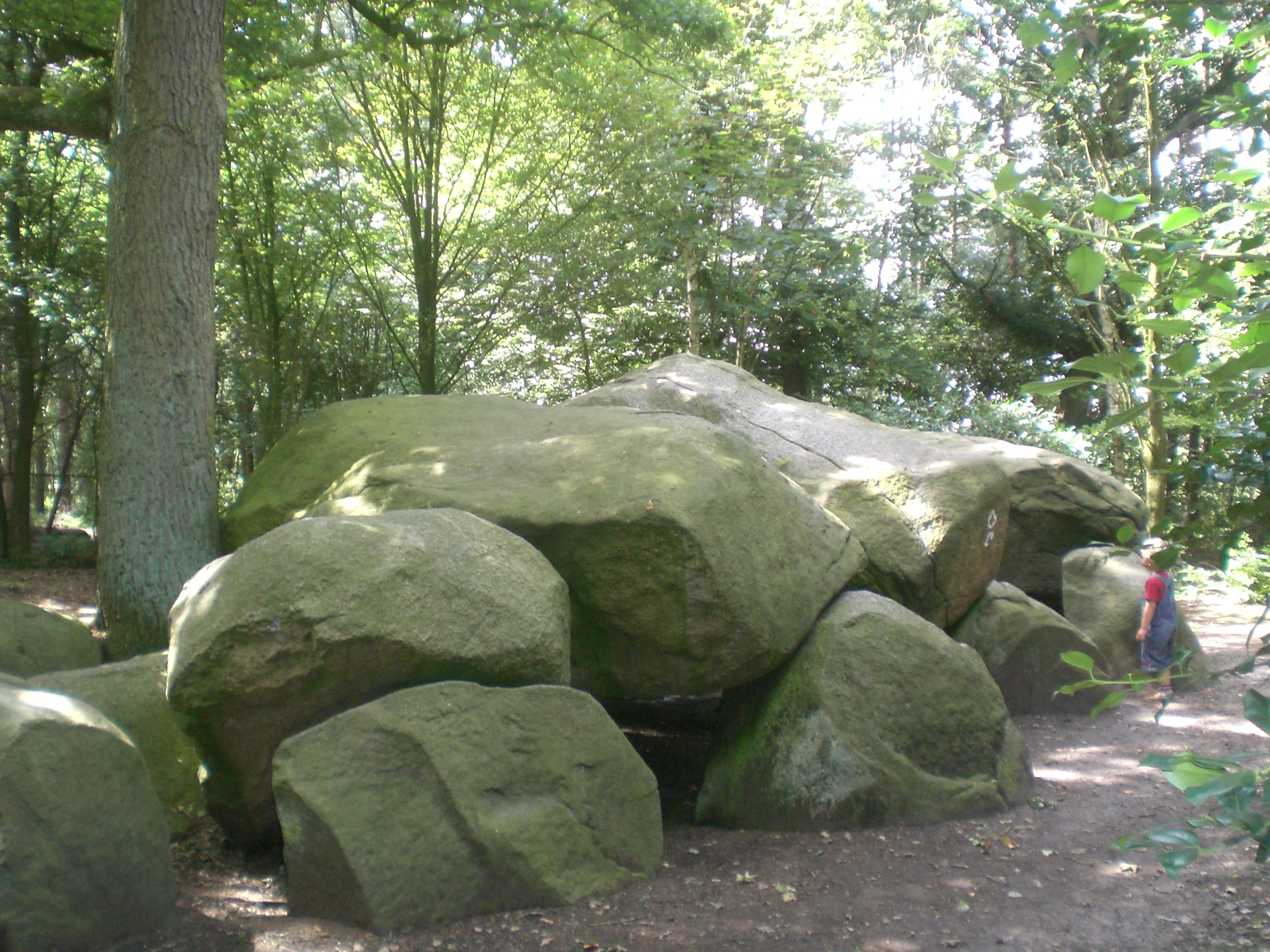
Großsteingrab Neuenwalde I

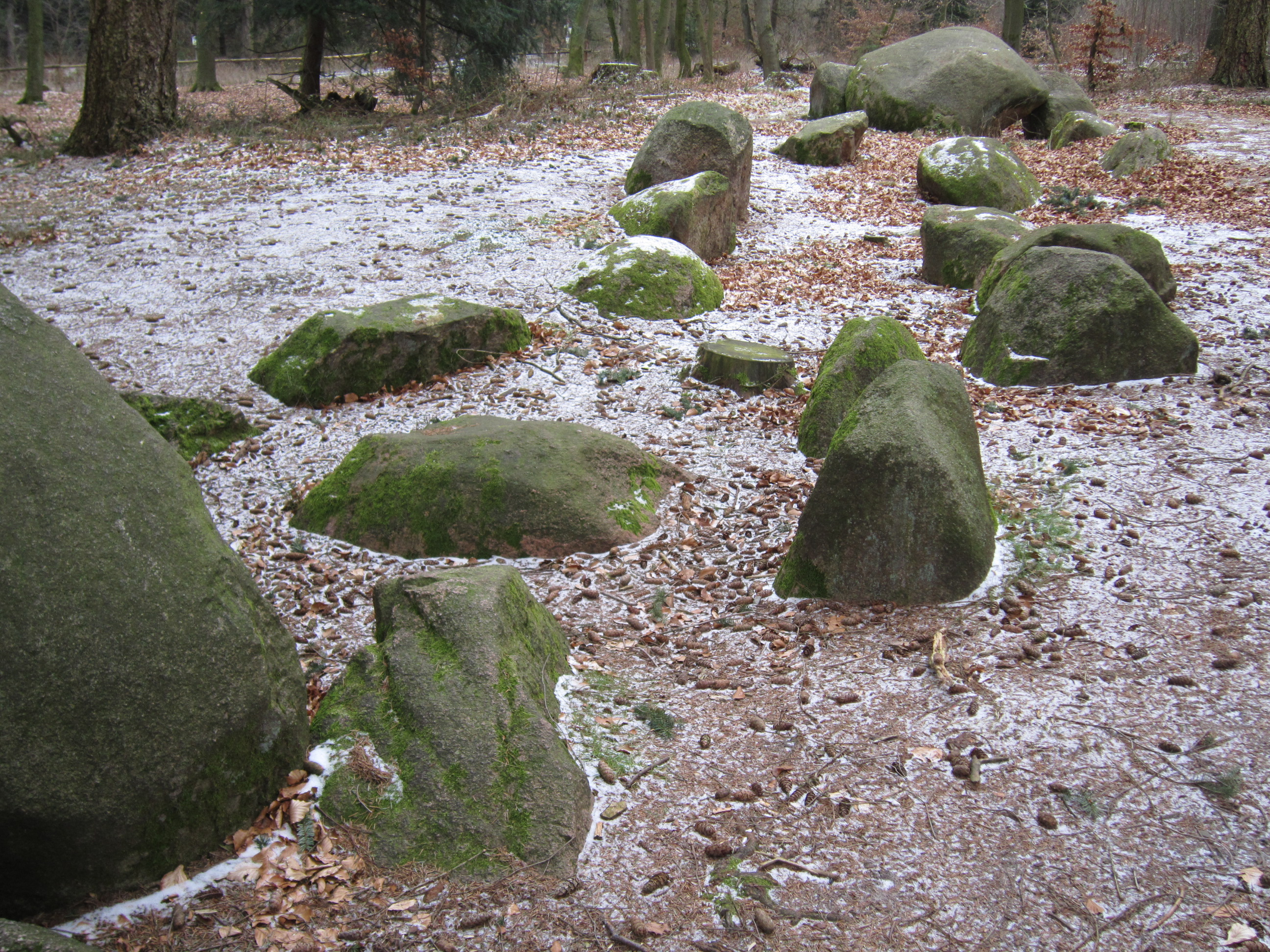
Großsteingrab am Stappenberg

- Über das Stadtgebiet verteilte Megalithenanlagen:
  - Zwei jungsteinzeitliche Großsteingräber in Neuenwalde, sogenannte „Hünensteine“
  - Das Großsteingrab am Stappenberg in unmittelbarer Nähe des nördlichen Stadtrands
- Drei kleinere frühmittelalterliche Ringwallanlagen in Sierhausen, so genannten „Römerschanzen“
- (Entsprechend dazu auf dem Gebiet der Gemeinde Holdorf gelegen:) Frühmittelalterliche Dersaburg
- Bronze- und eisenzeitliches Gräberfeld auf dem Mahnenberg in Bergfeine

Im Jahr 2004 wurde in einem Waldstück vor dem Kloster Damme ein Waldlabyrinth aus Steinen errichtet.
Seit dem August 2013 säumen acht Eisenskulpturen mit Motiven aus der Sage „Die Räuber vom Mordkuhlenberg“ den Aufstieg zum Aussichtsturm Mordkuhlenberg auf dem Kamm der Dammer Berge. Die Eisenplatten mit den mannsgroßen Figuren sind zehn Millimeter dick; sie wurden per Laser aus dem Eisen herausgearbeitet.

### Natur im Umfeld Dammes
- Dammer Berge, großflächiger Naturpark, geschlossenes Waldgebiet bis zum Rand des Siedlungskerns der Stadt Damme und diverse Tal-/Wiesenbereiche
- Bereich des Dammer Bergsees (Kleiner und Großer Bergsee) im Wald der Dammer Berge, etwa einen Kilometer nördlich des Ortskerns entfernt
- Bexadde-Tal, Bereich des Bexadde- oder Dammer Mühlenbachs, weitgehend unter Naturschutz, etwa einen Kilometer westlich des Ortskerns entfernt

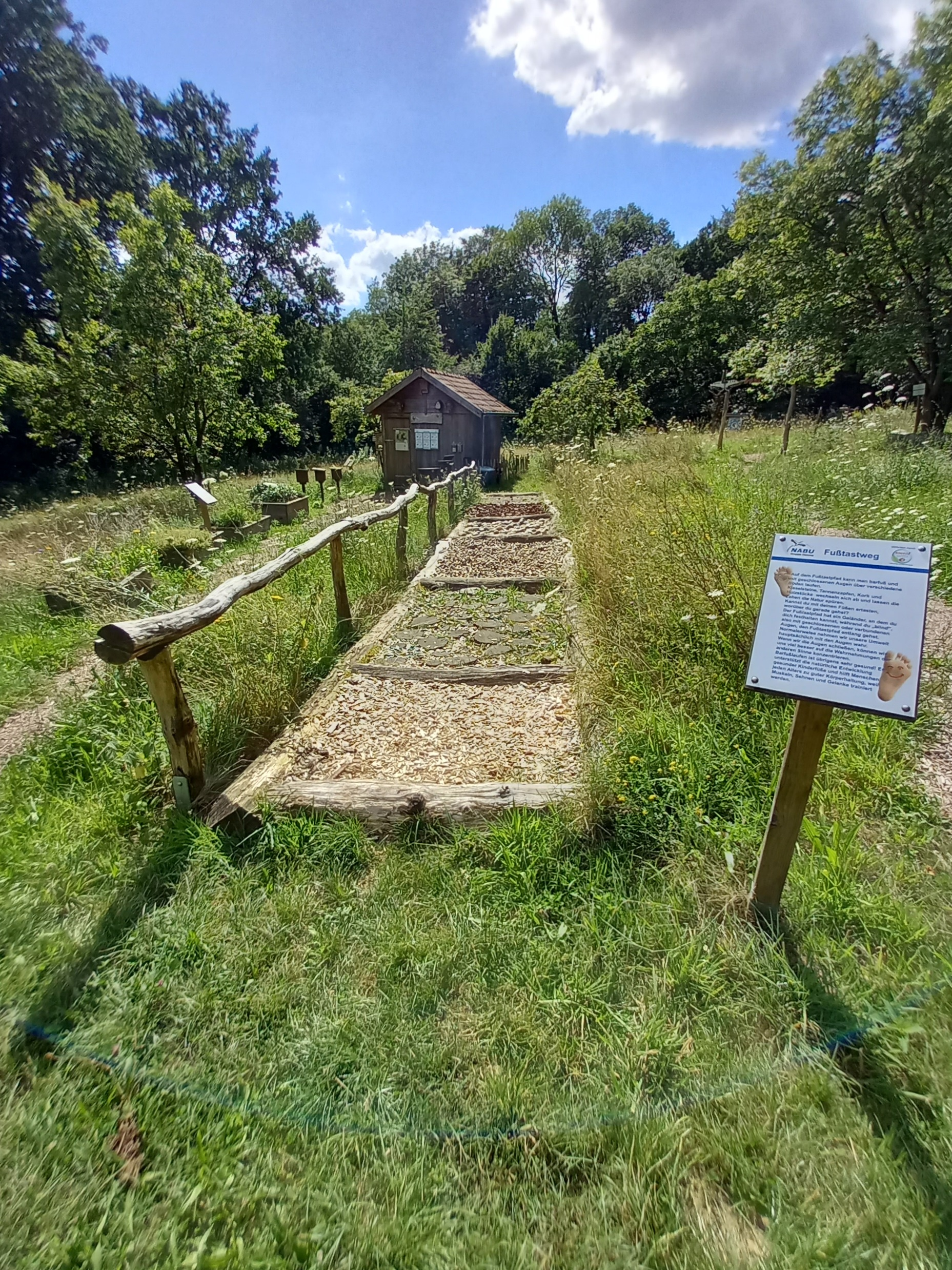
Naturerlebniswiese unterhalb des ehemaligen Klosters

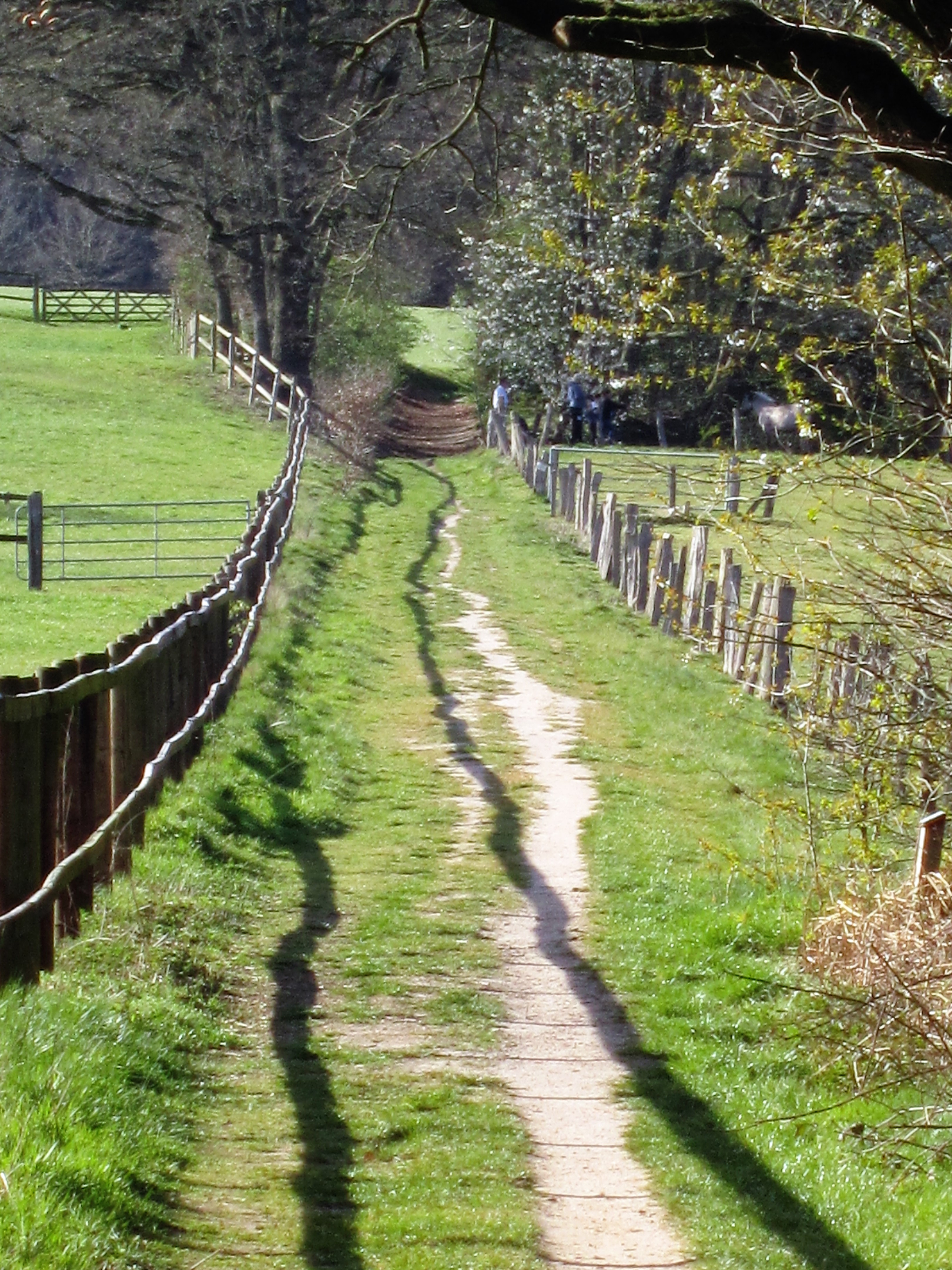
Wiesen und Weiden im Bexaddetal

#### Parks; Wiesen und Waldstücke mit Lehrpfaden
- Alter katholischer Friedhof im Ortskern, teilweise als Park umgestaltet
- Kleiner Stadtpark am Wohngebiet Ohlkenberg mit Skulptur „Leerdammer“
- Naturerlebniswiese des NABU zwischen dem Hotel Kloster Damme und der Bexadde[37]

#### Naturschutzrechtlich geschützte Gebiete und Einzelobjekte
- Naturschutzgebiet Dammer Bergsee
- Baumgruppe in Holte

## Sport
Damme hat ein vielfältiges Angebot an Sportarten. Neben den üblichen Ballsportarten bieten zahlreiche Vereine u. a. Leichtathletik, Segeln, Laufen und Flugsport an. Folgende Sportvereine haben ihren Sitz in Damme und Umgebung:
- Olympischer Sportclub Damme (Aikido, Aqua-Fitness, Aqua-Aerobic, BBP-Aqua, Aqua-Jogging, Basketball, Basketball U 10/U 12, Basketball Jugend U16/U18, Basketball Männer, Badminton, Ballsport für Frauen, Behindertensport, Dart, Frauengymnastik, Fitness für Frauen, Aerobic/Steppaerobic, Bauch Beine Po, Fitnessgymnastik, Konditionsgymnastik, Latino-Dance-Aerobic, Fitness für Männer+Frauen, Aerobic mit TaeBo, Fitness Interval Training, Functional Fitness, Indoor Biken, Langhantel, Gesundheitssport, Herzsport, Osteoporose, Therapeutische Gymnastik, Warmwassergymnastik, Wirbelsäulengymnastik, Info Funktionstraining/Rehasport, Gymnastik 55+, Ju-Jutsu, Kindertanz, Kinderturnen, Baby-Krabbelriege, Eltern-Kindturnen, Kleinkinderturnen, Mädchenturnen, Lauftreff, Leichtathletik, Männersport, Futsal, Männer 35–55 Jahre, Männer 50/60+, Nordic-Walking, Radsport, Mountainbike, Rennrad für Frauen, Rennrad, Schwimmen, Babyschwimmen, Anfänger, Bronze, Schwimmen Fortgeschrittene, Schach, Sportabzeichen, Sportakrobatik, TaekwonDo, Tischtennis, Hobby-Volleyball Erw.[38])
- Spielvereinigung Schwarz-Weiss Osterfeine von 1925 e. V. (Fußball, Handball, Turnen, Laufen)
- Tennisclub Damme
- DLRG-Ortsgruppe Damme
- Reit- und Fahrverein e. V.
- Pool-Billard-Club Damme
- Rot-Weiß Damme (Fußball, Handball, Faustball, Indiaca)

## Wirtschaft und Infrastruktur
Die Stadt Damme zeichnet sich, wie die meisten Gemeinden im Oldenburger Münsterland, durch eine sehr geringe Arbeitslosenquote (ca. 3,5 %) aus.

### Unternehmen
- Grimme Landmaschinenfabrik GmbH & Co. KG
- internorm GmbH & Co. KG
- Krankenhaus St. Elisabeth-Stift gGmbH

ZF Lemförder GmbH, Werk Pkw-Spurstangen
- Boge Rubber & Plastics Group
- Zerhusen Kartonagen GmbH
- KUDA-Gruppe (KUDA-Phonebase GmbH/KUDA-Aero-Spoiler GmbH)

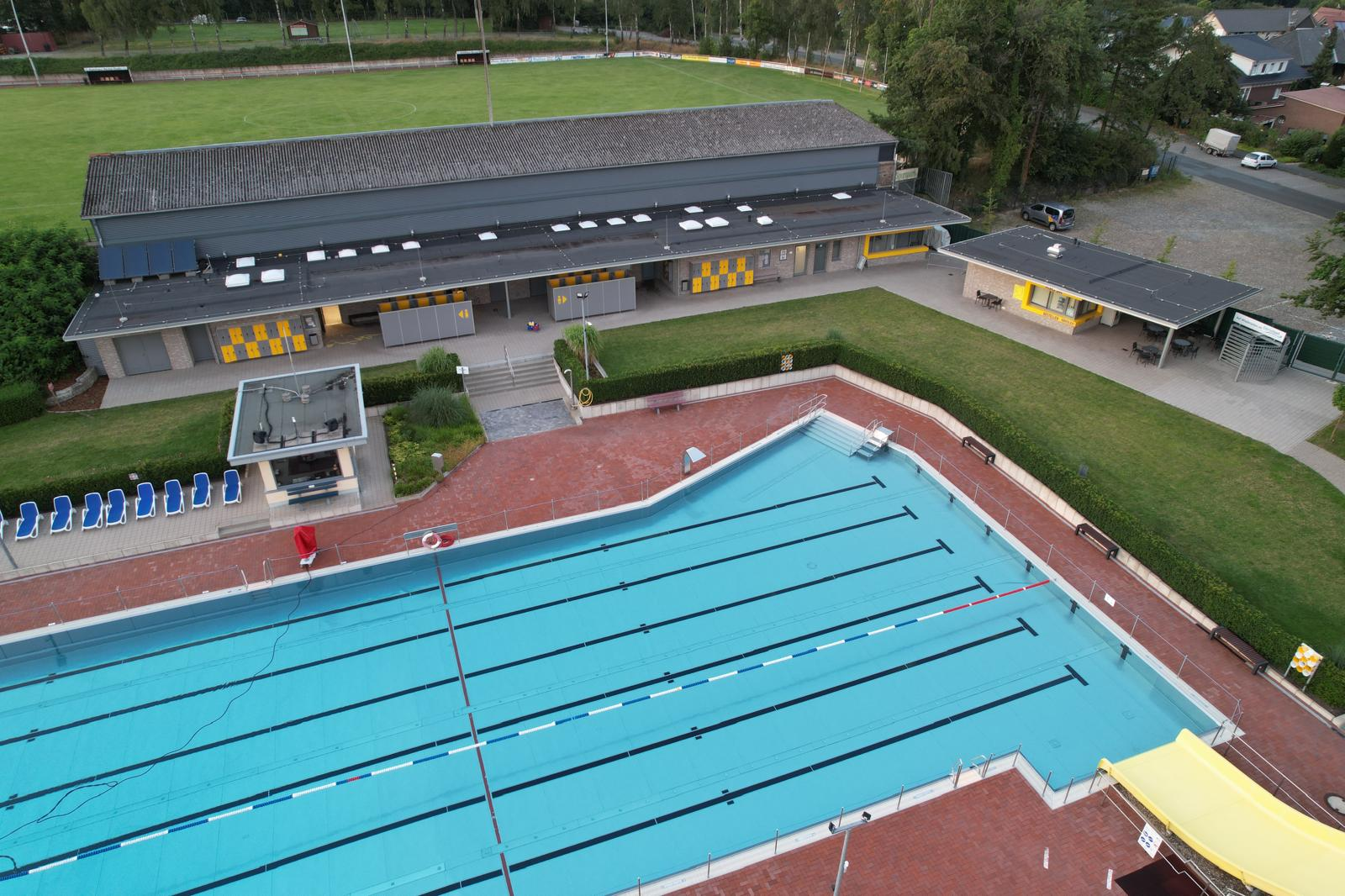
Dersabad

- Oldenburgische Volkszeitung
- Neue Osnabrücker Zeitung
- VEC-News
- Nordwest-Zeitung

### Öffentliche Einrichtungen
- Rathaus
- Krankenhaus St. Elisabeth gGmbH mit rund 235 Betten in mehreren Fach- und Belegabteilungen
- Polizeidienststelle
- Die örtlichen Freiwilligen Feuerwehren Damme, Borringhausen und Osterfeine sorgen für den Brandschutz und die allgemeine Hilfe.
- Malteser Lehrrettungswache mit ortsansässiger Schnell-Einsatz-Gruppe (SEG) und Rettungshundestaffel
- Kfz-Zulassungsstelle des Landkreises Vechta
- Jugendtreff Damme
- Hallenbad Damme
- Dersabad Damme

### Bildung
In Damme gibt es sechs Kindergärten, und zwar in den Ortsteilen Clemens-August-Dorf, Glückauf, Osterfeine, Rüschendorf und im Dammer Ortskern (Grüner Weg, Hunteburger Straße). Die genannten Ortsteile haben – mit Ausnahme von Glückauf – auch jeweils eine Grundschule. Diejenige in Damme am Grünen Weg hat zusätzlich einen Schulkindergarten. Im dort gegenüberliegenden Gebäude befindet sich die Förderschule. Weiterführend sind die Haupt- sowie die Realschule und das Gymnasium, die allesamt im Großen Schulzentrum Nordhofe zu finden sind. Das Andreaswerk unterhält eine Tagesbildungsstätte für behinderte Kinder und Jugendliche am Grünen Weg.
Ein Volkshochschul-Angebot stellen das Bildungswerk Dammer Berge sowie das Kreisbildungswerk. Die Räume des Gymnasiums nutzt auch die Kreismusikschule Damme-Neuenkirchen. Darüber hinaus gibt es zwei private Tanzschulen und verschiedene private Lernhilfe-Institute.

### Gesundheit
Die in katholischer Trägerschaft bestehenden Kardinal von Galen Kliniken (vormals Krankenhaus St. Elisabeth Stift) wurden 1863 gegründet und haben ca. 235 Betten und vielfältige Fach- und Belegabteilungen. Auf dem Gelände des Krankenhauses befindet sich die Krankenpflegeschule. Zum Krankenhaus gehört auch ein Landeplatz für Rettungshubschrauber. Angrenzend an das Krankenhaus befindet sich das Gesundheitszentrum Damme mit einer Vielzahl spezialisierter Facharztpraxen.

### Verkehr

#### Straßenverkehr
Damme ist Verkehrsknotenpunkt für den Straßenverkehr. Auf das Tangentensystem rund um den Ortskern laufen die Landesstraßen L 846 von Vörden sowie die L 851 von Holdorf jeweils mit dem Autobahnzubringer zur Bundesautobahn A 1 zu. Sie bilden mit den anderen Landesstraßen von Steinfeld/Oldenburg (L 846), von Lembruch/Diepholz (L 853) und Hunteburg/Bramsche (L 80) das eng geknüpfte Verkehrsnetz, das durch Kreis- und innerörtliche Straßen ergänzt wird. Im Stadtkern sowie in vielen Wohngebieten befinden sich verkehrsberuhigte Zonen.
Vor dem Stadtmuseum an der Lindenstraße sind die Bahnsteige des ZOB (Zentralen Omnibusbahnhofs).

#### Schienenverkehr und öffentlicher Nahverkehr
1910 wurde die Bahnstrecke Holdorf–Damme eröffnet, 1914 kam ein Anschluss an die Wittlager Kreisbahn nach Bohmte hinzu. Auf dieser wurde der Personenverkehr nach Damme 1962 und der Güterverkehr 1963 eingestellt. Der Personenverkehr nach Holdorf endete bereits 1952, der Güterverkehr 1993.
Busverbindungen gibt es heute von Damme nach Osnabrück und Bohmte mit Zugverbindungen Richtung Hamburg und Ruhrgebiet. Weitere Busverbindungen gehen Richtung Vechta und zu den nächsten Haltestellen Holdorf, Steinfeld und Neuenkirchen der NordWestBahn.
Verbindung zum Rufbussystem moobil+ besteht seit 2013. Damme ist zudem seit dem Frühjahr 2020 in das E-Car-Sharing eingestiegen.

#### Radverkehr
Die meisten ortsteilverbindenden und überörtlichen Straßen sind von Fahrradwegen begleitet. Ein straßenunabhängiger Fahrradweg besteht auf der ehemaligen Eisenbahn-Trasse der Linie Damme–Holdorf.

#### Wanderwege

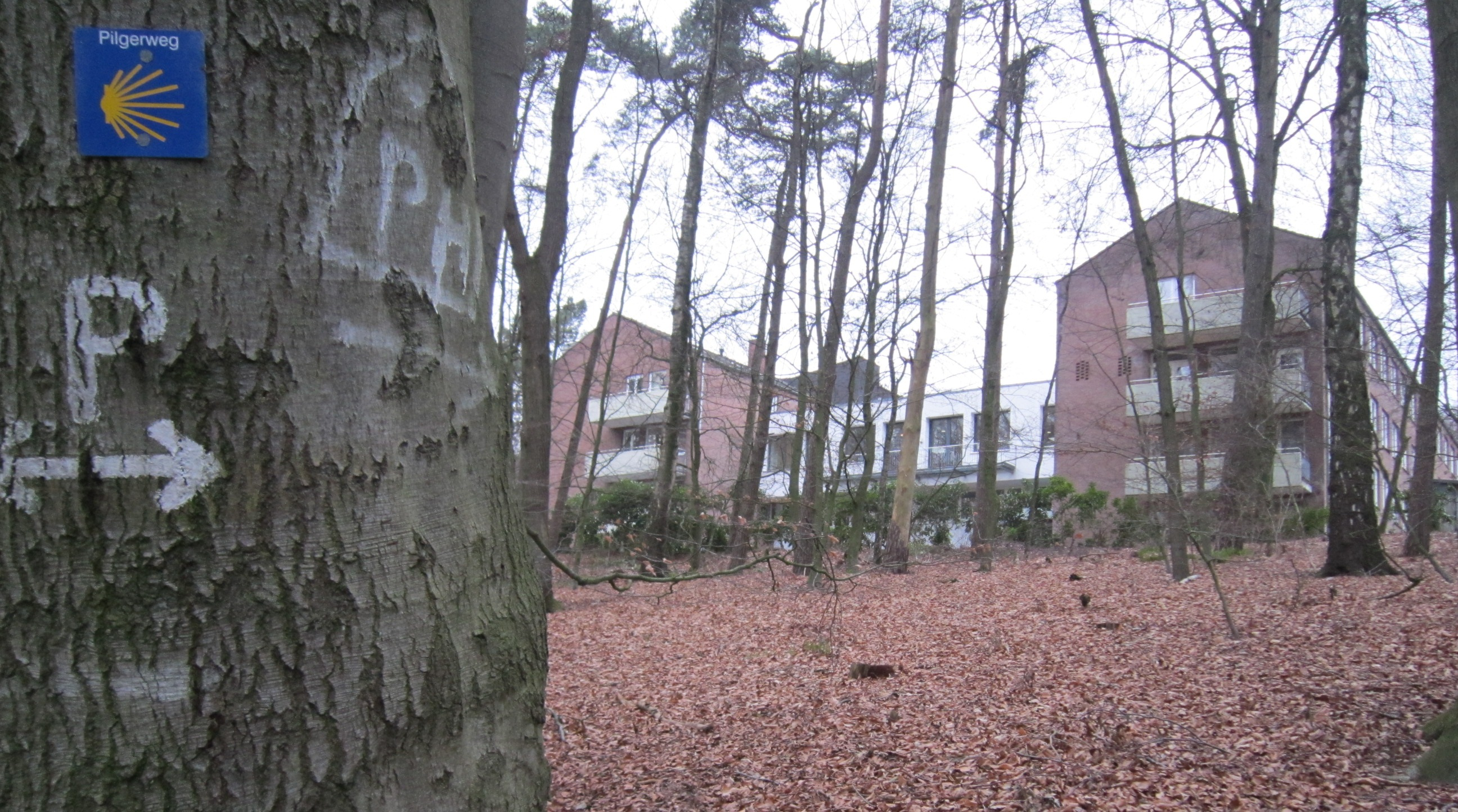
Signet des Pickerwegs in der Nähe des ehemaligen Priorats St. Benedikt

Am ehemaligen Benediktinerkloster, dem Priorat St. Benedikt, beginnt seit Oktober 2018 der Kardinalsweg, ein 24,1 km langer Pilgerweg, der über Holdorf zur Burg Dinklage führt. Die heute als Kloster von Benediktiner-Nonnen genutzte Burg ist der Geburtsort des Seligen Kardinals Clemens August Graf von Galen, dessen Andenken der Weg gewidmet ist.
Der Kardinalsweg verläuft ein kurzes Stück gemeinsam mit dem 106,5 km langen Pickerweg, der von Wildeshausen nach Osnabrück führt. Dadurch, dass der Pickerweg zum Netz der Jakobswege gehört, ist es möglich, auch von Dinklage aus über Damme weiter auf dem Jakobsweg zu pilgern.

#### Flugverkehr

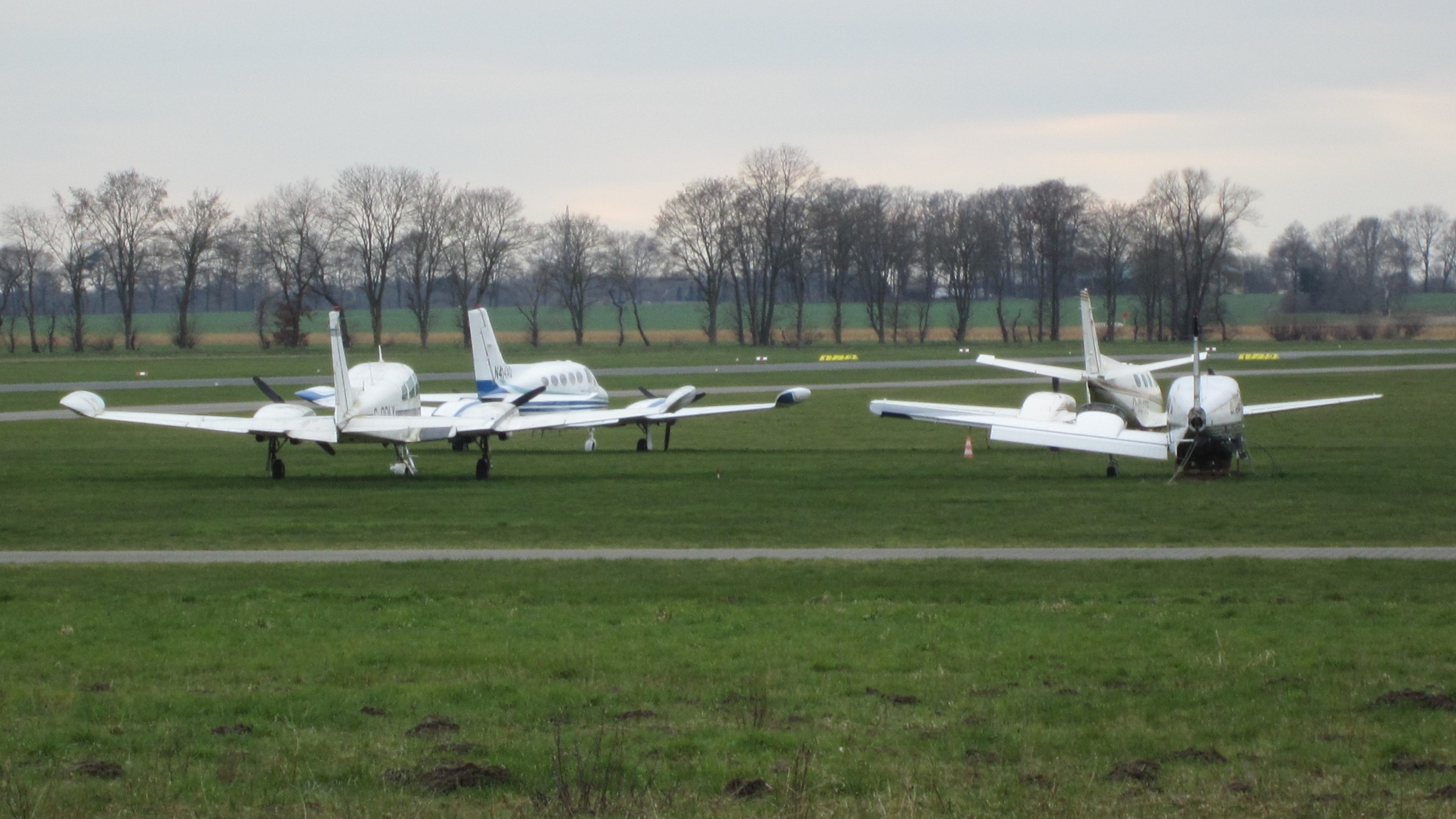
Östliches Ende des Verkehrslandeplatzes Damme

Der Verkehrslandeplatz Damme (EDWC) liegt ca. 4 km südwestlich der Stadt Damme im Ortsteil Rottinghausen und ist Teil der öffentlichen Verkehrsinfrastruktur des südlichen Oldenburger Münsterlandes. Er steht allen Nutzern der Allgemeinen Luftfahrt (General Aviation) ohne Voranmeldung an 365 Tagen im Jahr zur Verfügung. Die Nutzung des Platzes ist 24 Stunden am Tag möglich. Flugzeuge und Hubschrauber fliegen im Individualverkehr von Damme sowohl geschäftlich als auch privat zu Zielen in Deutschland und Europa. Außerdem wird der Platz zur Schulung von Piloten und Fallschirmspringern genutzt. Eine Flugzeugwerft ist vorhanden.

## Persönlichkeiten

### Ehrenbürger
Das Ehrenbürgerrecht ist die höchste Würdigung der Stadt Damme. Die Stadt hat die folgenden Personen damit ausgezeichnet:
- 1961 Heinrich Menslage (* 5. September 1875, † 16. Juni 1963), Pfarrer von St. Viktor 1924–1952
- 1968 Heinrich Wolking (* 20. Dezember 1904, † 30. Juni 1991), Dammer Bürgermeister 1946–1953 und 1956–1968
- 1972 Bernhard Kohake (* 4. Februar 1897, † 29. Oktober 1972), Pfarrer von St. Viktor 1952–1972
- 1979 Josef Stromann (* 16. November 1904, † 27. Juni 1989), Dammer Bürgermeister 1968–1979
- 1982 Schwester M. Carita, (Katharina Schwarze, * 11. Oktober 1892, † 1. Juni 1987), 62 Jahre Fürsorge- und Gemeindeschwester in Damme
- 1986 Franz Grimme sen. (* 17. Januar 1907, † 5. Januar 1994), Unternehmer und Gründer der Grimme-Gruppe
- 1992 Heinrich Beiderhase (* 24. Januar 1916, † 7. April 2007), Dammer Bürgermeister 1979–1991
- 2002 Heinrich Holtvogt (* 20. März 1927, † 27. Dezember 2012), Dammer Bürgermeister 1991–1996
- 2002 Hubert Quebbemann (* 31. Dezember 1927, † 5. September 2017), Pfarrer von St. Viktor 1972–2002
- 2016 Franz Grimme jun. (* 3. März 1946), Unternehmer und Eigentümer der Grimme-Gruppe
- 2017 Günter Zerhusen (* 26. Juni 1928), Gründer der Zerhusen Kartonagen GmbH
- 2019 Wolfgang Knabe (* 12. Juli 1959), Dreispringer; dt. Meister 1986 & 1988

### Söhne und Töchter der Stadt
- Franz Joseph Stallo (* 10. Mai 1793 in Sierhausen; † 1833 in Stallostown), seine Auswanderung mit Familie in die USA im Jahr 1831 löste eine Auswanderungswelle aus, der bis 1880 etwa ein Drittel der Bevölkerung des Amtes Damme folgte
- Franz Heinrich Reinerding (1814–1880), Theologe und Hochschullehrer
- Johann Bernhard Stallo, Neffe von Franz Joseph Stallo (* 16. März 1823 in Sierhausen; † 6. Januar 1900 in Florenz), Physiker, Schriftsteller, Jurist und Diplomat, 1839 in die USA ausgewandert, vom 17. November 1885 bis zum 6. September 1889 US-Botschafter in Italien
- Benno Meyer (1843–1904), Politiker (Zentrum), Mitglied des Oldenburgischen Landtages
- Heinrich Enneking (1855–1947), Politiker (Zentrum), Mitglied des Oldenburgischen Landtages
- Bernard Heidkamp (1881–1952), Politiker (Zentrum), Mitglied des Oldenburgischen Landtages
- Franz Meyer (1882–1945), Politiker (Zentrum), Mitglied des Oldenburgischen Landtages
- Johannes Pohlschneider (1899–1981), von 1954 bis 1974 Bischof von Aachen
- Theodor Hillenhinrichs (1901–1990), Politiker und Landtagsabgeordneter (CDU)
- Anton Cromme (1901–1953), Apotheker und Landtagsabgeordneter (CDU)
- J. Hermann Siemer (1902–1996), Politiker (CDU), Mitglied des ernannten Oldenburgischen Landtages, des Niedersächsischen Landtages und des Deutschen Bundestages
- Hans Cromme (1904–?), Ingenieur und Manager
- Alwin Schomaker (1907–1982), Schriftsteller und Heimatforscher
- Carl Cromme (1908–?), Bauingenieur und Architekt
- Benno Runnebaum (* 1933), Gynäkologe
- Walter Wolking (1941–2020), Mathematiker („Die Hausdorff-Dimension der singulären Menge endlich erzeugter Kleinscher Gruppen“)
- Bernard große Broermann (1943–2024), Gründer und Inhaber des Konzerns Asklepios Kliniken
- Heinz Meyer (* 1943), mittellateinischer Philologe
- Willi Mumme (* 1946), Fußballspieler (u. a. Profi bei VfL Osnabrück, Rot-Weiß Oberhausen u. Borussia Dortmund)
- Friedhelm Biestmann (* 1949), Politiker (CDU), Mitglied des Niedersächsischen Landtages
- Klaus Kraimer (* 1951), Professor emeritus, HTW Saar, (Objektive Hermeneutik)
- Maria-Anna Wessel (* 1958), Präsidentin des Bundessprachenamtes[39]
- Jürgen Bernard Steinemann (* 1958), CEO von Barry Callebaut und Aufsichtsratsvorsitzender der Metro AG
- Christoph Studt (* 1958), Neuzeithistoriker
- Wolfgang Knabe (* 1959), Dreispringer
- Roswitha Gerdes (* 1961), Mittelstreckenläuferin
- Anne May (* 1961), Literaturwissenschaftlerin, Direktorin der Gottfried Wilhelm Leibniz Bibliothek – Niedersächsische Landesbibliothek in Hannover
- Heidi Specker (* 1962), zeitgenössische Künstlerin
- Christoph Burmann (* 1962), Wirtschaftswissenschaftler, Kurator der Initiative Neue Soziale Marktwirtschaft
- Christoph Bornhorst (* 27. März 1970), ehemaliger FIFA Linienrichter
- Cyrus Rahbar (* 1971), Schauspieler
- Christian Hackenberger (* 1976), Chemiker, Professor an der Berliner Humboldt-Universität, für seine Erfolge im Bereich der Peptidforschung mit dem „Leonidas Zervas Award 2018“ ausgezeichnet.
- Steffen Goldkamp (* 1988), Künstler, Regisseur, Drehbuchautor und Filmemacher
- Viktor Kuk (* 1989), Leichtathlet (u. a. Profi bei LG Braunschweig)
- Luc Ihorst (* 2000), Fußballspieler bei SpVgg Unterhaching (u. a. Profi bei Werder Bremen, Eintracht Braunschweig und VfL Osnabrück)
- Christopher Schepp (* 14. April 2000), Fußballspieler bei Rot-Weiß Oberhausen
- Christian Westerhoff, Historiker, Leiter der Bibliothek für Zeitgeschichte in der württembergischen Landesbibliothek in Stuttgart.

## Trivia
Schauplatz der Erzählung „Seelandschaft mit Pocahontas“ von Arno Schmidt ist der Gasthof Schomaker in Dümmerlohhausen, einem Ortsteil von Damme.

## Belege
1. ↑  Fortschreibung des Bevölkerungsstandes auf Basis des Zensus 2022, Stand 31. Dezember 2024 (Hilfe dazu).
2. 1 2 3  Hauptsatzung der Stadt Damme. (PDF) damme.de, abgerufen am 19. Februar 2021.
3. ↑  Bernhard Uhl: Arkeburg und Sierhäuser Schanzen, zwei alte Befestigungen des Münsterlandes. In: Jahrbuch für die Geschichte des Herzogtums Oldenburg. Band 16. 1908, S. 327–351.
4. ↑  Jan Röttgers: Erinnerung an eine historische Rast. In: Kirche+Leben, 25. April 2021, S. 15.
5. ↑  Wolfgang Friemerding: Der Dammer Erzbergbau. In: Jahrbuch für das Oldenburger Münsterland 1983. Vechta 1982, S. 285–294 und Jahrbuch für das Oldenburger Münsterland 1984. Vechta 1983, S. 228–240.
6. ↑  Jürgen Udolph (Recherche): Der „Ortsnamenforscher“. In: Internetseite NDR 1 Niedersachsen. Archiviert vom Original (nicht mehr online verfügbar) am 26. Januar 2016; abgerufen am 3. August 2019.
7. ↑  Harding Niehues, Kerstin Burdiek: Schneekatastrophe vor vierzig Jahren. Hrsg.: Arbeitsgruppe Stadtmarketing (= Vernarrt in Damme. Frühjahr 2019). 2019.
8. ↑  Tornado in Damme am 24. September 2012. Abgerufen am 24. Oktober 2020.
9. ↑  Unwetter: Land unter in Damme. In: OM Online. Abgerufen am 24. Oktober 2020.
10. ↑  Landkreis Vechta führt Ausgangssperre ein. In: OM Online. Abgerufen am 12. Mai 2021.
11. ↑  Zahlenspiegel 2025. (PDF) Stadt Damme, abgerufen am 17. März 2025.
12. ↑  Stadt Damme (Oldenburg) Religion (Memento des Originals vom 5. Juni 2013 im Internet Archive)  Info: Der Archivlink wurde automatisch eingesetzt und noch nicht geprüft. Bitte prüfe Original- und Archivlink gemäß Anleitung und entferne dann diesen Hinweis., Zensus 2011
13. ↑  Stadt Damme Zahlenspiegel Statistik, abgerufen am 28. Juli 2025.
14. ↑  Kirchen und Kapellen, auf stviktordamme.de, abgerufen am 19. Februar 2021
15. ↑  § 46 NKomVG, Zahl der Abgeordneten. Abgerufen am 30. April 2024.
16. ↑  Satzung über die Zahl der zu wählenden Ratsfrauen und Ratsherren für den Rat der Stadt Damme für die Wahlperiode vom 1. November 2016 bis 31. Oktober 2021, abgerufen am 1. Februar 2017.
17. ↑  Stadt Damme – Gesamtergebnis Stadtratswahl 12. September 2021, abgerufen am 1. Februar 2017.
18. ↑  Einzelergebnisse der Direktwahlen am 25. Mai 2014 in Niedersachsen (Memento vom 3. März 2016 im Internet Archive), abgerufen am 8. November 2014.
19. ↑  Dammes Bürgermeister Gerd Muhle hört nächstes Jahr auf. Abgerufen am 24. Oktober 2020.
20. ↑  Unsere Partnerstadt in Belgienn auf damme.de, abgerufen am 12. Juni 2022.
21. ↑  Dammer Carnevalsgesellschaft von 1614, abgerufen am 31. Mai 2021
22. ↑  Dammer Carnevalsgesellschaft von 1614 e. V.: Carneval 1892/93: Eine Woche früher zu feiern wird nun zur Regel
23. ↑  Termine. Dammer Carnevalsgesellschaft von 1614, abgerufen am 17. September 2020.
24. ↑  Klaus-Peter Lammert: Carnevalsabsage trifft auf Zustimmung. Stadt, Polizei und Rettungsdienste rieten wegen Corona von der Durchführung des Sessionsprogramms ab. Oldenburgische Volkszeitung. 16. September 2020, S. 14.
25. ↑  Wo Techno-Fans in Damme abfeiern können. Abgerufen am 13. August 2024.
26. ↑  Klaus-Peter Lammert: Wo ein 71 Jahre alter MAN zu bewundern ist. om-online.de, 19. August 2022, abgerufen am 12. September 2022.
27. ↑  NWZonline.de: „Messe Damme“ steht in den Startlöchern. 11. Februar 2006, abgerufen am 13. August 2024.
28. ↑  Arbeitsgruppe Mühlenstraße i.d. Mühlenvereinigung Niedersachsen-Bremen e. V.: Wassermühle Holtermann, Damme https://www.niedersaechsische-muehlenstrasse.de/index_id_336.html
29. ↑  Arbeitsgruppe Mühlenstraße i.d. Mühlenvereinigung Niedersachsen-Bremen e. V.: Schnatmühle Damme https://www.niedersaechsische-muehlenstrasse.de/index_id_335.html
30. ↑  Skulpturenpfad: Kunst zum Anfassen … Abgerufen am 16. März 2008.
31. ↑  Skulpturenpfad. Ehemals im Original (nicht mehr online verfügbar); abgerufen am 16. März 2008. (Seite nicht mehr abrufbar. Suche in Webarchiven)  Info: Der Link wurde automatisch als defekt markiert. Bitte prüfe den Link gemäß Anleitung und entferne dann diesen Hinweis.
32. ↑  Oldenburgische Landschaft: Helau! Landeskulturfest Damme 2./3. Juli 2011 (Seite nicht mehr abrufbar, festgestellt im April 2018. Suche in Webarchiven)  Info: Der Link wurde automatisch als defekt markiert. Bitte prüfe den Link gemäß Anleitung und entferne dann diesen Hinweis. (PDF; 4,7 MB). Kulturland Oldenburg. Ausgabe 2/2011, S. 4, abgerufen am 2. März 2013.
33. ↑  Kunst- und Kulturkreis in Damme e. V.: Skulpturenpfad Damme. Wegweiser (PDF; 451 kB), abgerufen am 19. Februar 2021
34. ↑  Galerie Hans Tepe Damme – Kunst der Gegenwart. Archiviert vom Original (nicht mehr online verfügbar) am 4. Mai 2012; abgerufen am 8. März 2012.
35. ↑  Der Weg zur Mitte – Eine Fahrt zum Waldlabyrinth Kloster Damme. Herbstlese. Seniorenzeitung für Oldenburg und Umzu, Ausgabe 104, Oktober/November 2013, S. 1.
36. ↑  Skulpturen erinnern an Räuber. Sage lockt Besucher an den Mordkuhlenberg. Nordwestzeitung, 31. August 2013.
37. ↑  Naturerlebniswiese Wienerei. nabudamme.de, abgerufen am 11. August 2024.
38. ↑  Sportangebote – Olympischer SportClub Damme. Abgerufen am 8. Februar 2022 (deutsch).
39. ↑  Eine Astruperin leitet das Bundessprachenamt. Abgerufen am 13. August 2021.
40. ↑  Eine Liebeserklärung an den Dümmer, auf om-online.de
41. ↑  Video-Vorschau auf das Fotobuch "An unser geliebtes närrisches Volk!" Fotograf: Martin von den Driesch, Texte: Boris von Brauchitsch u. Alexander Smoltczyk, abgerufen am 11. November 2014.

Bakum |
Damme |
Dinklage |
Goldenstedt |
Holdorf |
Lohne (Oldenburg) |
Neuenkirchen-Vörden |
Steinfeld (Oldenburg) |
Vechta |
Visbek
Borringhausen |
Bergfeine |
Clemens-August-Dorf |
Dalinghausen mit Bokern, Holte und Nienhausen |
Damme-Nord mit Bexadde, Damme-Esch, Nordhofe, Wempenmoor und Wienerei |
Damme-Ort mit Bergmark, Damme-Süd und Wellenweg |
Damme-West |
Dümmerlohausen mit Oldorf |
Glückauf |
Haverbeck |
Klünenberg |
Langenteilen |
Osterdamme |
Osterfeine |
Reselage mit Sierhausen |
Rottinghausen mit Greven, Hinnenkamp, Neuenwalde und Ossenbeck |
Rüschendorf mit Ihlendorf, Kemphausen und Hüde |
Südfelde